# Melodifestivalen 2020

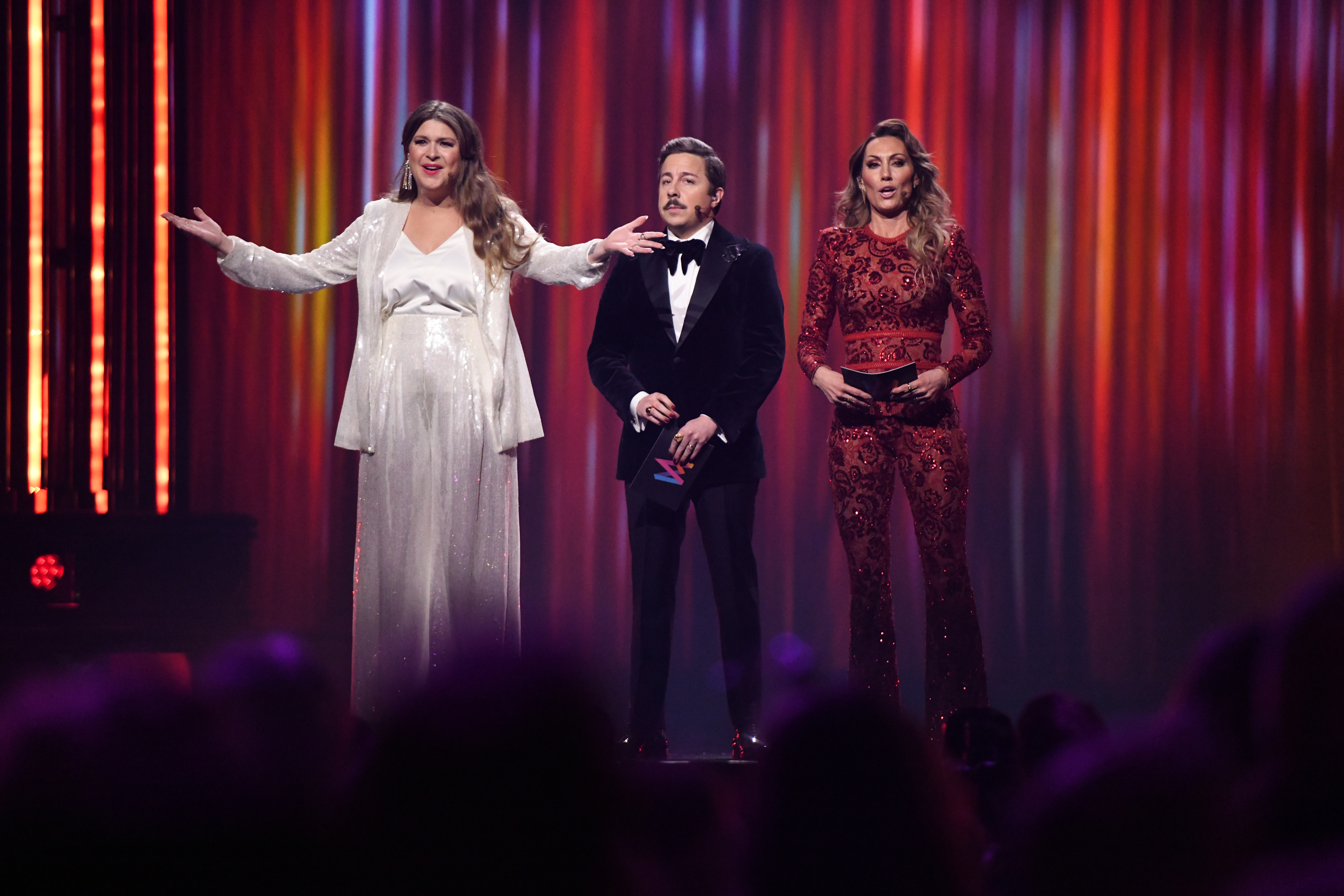
Presentadores de la edición de 2020: Linnea Henriksson, David Sundin y Lina Hedlund.

Melodifestivalen 2020 fue la 60ª edición del Melodifestivalen, un festival de música que la cadena de televisión SVT utilizó para seleccionar la canción sueca para participar en el Festival de la Canción de Eurovisión 2020, que se tenía que haber celebrado en los Países Bajos, pero que debido a la pandemia de COVID-19 terminó por cancelarse, y fue retrasado hasta 2021. El 7 de marzo de 2020, el Friends Arena de Estocolmo acogió la final del certamen, como viene ocurriendo desde 2013. Las galas estuvieron conducidas por el presentador y cómico David Sundin y las cantantes Linnea Henriksson y Lina Hedlund.
Esta es la única edición en la que el ganador no representó a Suecia en la edición de Eurovisión de su respectivo año. La cancelación del evento europeo no afectó al festival sueco, que se celebrará con normalidad en 2021, por lo que The Mamas son las primeras y únicas artistas que ganan el festival sueco y no acuden a Eurovisión.

## Sistema de votación
Como ya se estableció en la edición de 2019, el sistema de votación incluye exclusivamente el voto a través de llamada telefónica y de la aplicación oficial del Melodifestivalen, ofrecida por la SVT exclusivamente en Suecia.
Los cinco votos permitidos por persona emitidos por la aplicación son acumulados al grupo al que corresponde la persona que ha votado. Este grupo está definido por la edad del votante. Habiendo un total de siete grupos, que está representados por diferentes colores. El mítico corazón en pantalla mientras se realizan las actuaciones, además de latir con diferentes intensidades, cambiará de color según el grupo del que más votos esté recibiendo desde la aplicación.
Los grupos definidos por la SVT son los siguientes:
     3 - 9 años
     10 - 15 años
     16 - 29 años
     30 - 44 años
     45 - 56 años
     60 - 74 años
     +75 años
El grupo de las llamadas telefónicas no tiene un color definido.

## Sedes
| Fecha                 | Evento        | Ciudad     | Sede                  |  |
| --------------------- | ------------- | ---------- | --------------------- |  |
| 1 de febrero de 2020  | Semifinal 1   | Linköping  | Saab Arena            |  |
| 8 de febrero de 2020  | Semifinal 2   | Gotemburgo | Scandinavium          |  |
| 15 de febrero de 2020 | Semifinal 3   | Luleå      | Coop Norrbotten Arena |  |
| 22 de febrero de 2020 | Semifinal 4   | Malmö      | Malmö Arena           |  |
| 29 de febrero de 2020 | Andra Chansen | Eskilstuna | STIGA Sports Arena    |  |
| 7 de marzo de 2020    | Final         | Estocolmo  | Friends Arena         |  |

## Participantes
El 26 de noviembre de 2019 se anunciaron los 28 artistas participantes en esta edición.
| Cantante                         | Canción (Traducción al español) | Compositor(es)                                                                             |
| -------------------------------- | ------------------------------- | ------------------------------------------------------------------------------------------ |
| Albin Johnsén                    | "Livet börjar nu"               | Robin Stjernberg, Albin Johnsén, Gino Yonan                                                |
| Amanda Aasa                      | "Late"                          | Amanda Aasa, Siri Jansson, Erik Grahn, Alex Shield                                         |
| Anis Don Demina                  | "Vem är som oss"                | Anderz Wrethov, Johanna Elkesdotter Wrethov, Anis Don Demina, Robin Svensk                 |
| Anna Bergendahl                  | "Kingdom Come"                  | Bobby Ljunggren, Thomas G:son, Erik Bernholm, Anna Bergendahl                              |
| Drängarna                        | "Piga och dräng"                | Anders Wigelius, Robert Norberg, Jimmy Jansson                                             |
| Dotter                           | "Bulletproof"                   | Dino Medanhodzic, Johanna Jansson, Erik Dahlqvist                                          |
| Ellen Benediktson & Simon Peyron | "Surface"                       | Paul Rey, Laurell Barker, Anderz Wrethov, Sebastian von Koenigsegg, Ellen Benediktson      |
| Faith Kakembo                    | "Crying rivers"                 | Jörgen Elofsson, Liz Rodrigues                                                             |
| Felix Sandman                    | "Boys with Emotions"            | Tony Ferrari, Parker James, Peter Thomas, Philip Bentley, Nicki Adamsson, Felix Sandman    |
| Frida Öhrn                       | "We are one"                    | Frida Öhrn, Hampus Eurenius, Nicklas Eklund                                                |
| Hanna Ferm                       | "Brave"                         | David Kjellstrand, Jimmy Jansson, Laurell Barker                                           |
| Jakob Karlberg                   | "Om du trot att jag saknar dig" | Nanne Grönvall, Isak Hallén, Henrik Moreborg, Jakob Karlberg                               |
| Klara Hammarström                | "Nobody"                        | Erik Smaaland, Palle Hammarlund, Klara Hammarström                                         |
| Linda Bengtzing                  | "Alla mina sorger"              | Yvonne Dahlbom, Jesper Welander, Adam Jönsson, Linda Bengtzing                             |
| Malou Prytz                      | "Ballerina"                     | Thomas G:son, Peter Boström, Jimmy Jansson                                                 |
| Mariette                         | "Shout It Out"                  | Thomas G:son, Cassandra Ströberg, Alex Shield, Mariette Hansson                            |
| Méndez ft. Álvaro Estrella       | "Vamos amigos"                  | Palle Hammarlund, Jimmy Jansson, Jakke Erixson, Leo Mendéz                                 |
| Mohombi                          | "Winners"                       | Jimmy Jansson, Mohombi Moupondo, Palle Hammarlund                                          |
| Nanne Grönvall                   | "Carpool Karaoke"               | Nanne Grönvall, Peter Grönvall                                                             |
| OVÖ                              | "Inga problem"                  | Nicholas Frandsen, Lukas Nathanson, Jean-Willy Akofely, Nickie Osenius Kouakou             |
| Paul Rey                         | "Talking in My Sleep"           | Paul Rey, Lukas Hällgren, Alexander Standal Pavelich                                       |
| Robin Bengtsson                  | "Take a Chance"                 | Jimmy Jansson, Karl-Frederik Reichhardt, Marcus Winther-John                               |
| Sonja Aldén                      | "Sluta aldrig gå"               | Bobby Ljunggren, David Lindgren Zacharias, Sonja Aldén                                     |
| Suzi P                           | "Moves"                         | Joy Deb, Suzi Pancekov, Aniela Eklund, Malou Ruotsalainen, Chanel Tukia, Kenny Silverdique |
| The Mamas                        | "Move"                          | Melanie Wehbe, Patrik Jean, Herman Gardarfve                                               |
| Thorsten Flinck Jan Johansen     | "Miraklernas tid"               | Thomas G:son                                                                               |
| Victor Crone                     | "Troubled waters"               | Dino Medanhodzic, Benjamin Jennebo, Victor Crone                                           |
| William Stridh                   | "Molnljus"                      | Markus Lidén, Christian Holmström, David Kreuger, William Stridh                           |

## Fases previas

### Primera Semifinal
La primera semifinal del Melodifestivalen tuvo lugar el 1 de febrero de 2020 en el Saab Arena de Linköping. 
| Orden | Artista         | Canción               | Votos Totales | Puntos por grupo de edades | Puntos por grupo de edades | Puntos por grupo de edades | Puntos por grupo de edades | Puntos por grupo de edades | Puntos por grupo de edades | Puntos por grupo de edades | Puntos por grupo de edades | Puntos por grupo de edades | Posición | Resultado     |
| Orden | Artista         | Canción               | Votos Totales | 3-9                        | 10-15                      | 16-29                      | 30-44                      | 45-59                      | 60-74                      | 75+                        | Teléfono                   | Total                      | Posición | Resultado     |
| ----- | --------------- | --------------------- | ------------- | -------------------------- | -------------------------- | -------------------------- | -------------------------- | -------------------------- | -------------------------- | -------------------------- | -------------------------- | -------------------------- | -------- | ------------- |
| 4     | Malou Prytz     | "Ballerina"           | 1.146.797     | 10                         | 8                          | 6                          | 8                          | 8                          | 4                          | 8                          | 6                          | 58                         | 3        | Andra Chansen |
| 7     | Felix Sandman   | "Boys with Emotions"  | 1.080.040     | 8                          | 6                          | 10                         | 6                          | 6                          | 6                          | 6                          | 4                          | 52                         | 4        | Andra Chansen |
| 5     | OVÖ             | "Inga problem"        | 633.485       | 2                          | 4                          | 4                          | 2                          | 2                          | 1                          | 2                          | 2                          | 19                         | 6        | Eliminada     |
| 1     | The Mamas       | "Move"                | 1.370.798     | 6                          | 12                         | 12                         | 12                         | 12                         | 10                         | 10                         | 12                         | 86                         | 1        | Finalista     |
| 2     | Suzi P          | "Moves"               | 582.520       | 4                          | 2                          | 1                          | 1                          | 1                          | 2                          | 1                          | 1                          | 13                         | 7        | Eliminada     |
| 6     | Sonja Aldén     | "Sluta aldrig ga och" | 661.376       | 1                          | 1                          | 2                          | 4                          | 4                          | 8                          | 4                          | 8                          | 32                         | 5        | Eliminada     |
| 3     | Robin Bengtsson | "Take a Chance"       | 1.267.149     | 12                         | 10                         | 8                          | 10                         | 10                         | 12                         | 12                         | 10                         | 84                         | 2        | Finalista     |

### Segunda Semifinal
La segunda semifinal del Melodifestivalen se celebró el día 8 de febrero de 2020 en el Scandinavium de Gotemburgo. El día 2 de febrero la organización del evento anunció que Thorsten Flinck sería descalificado tras conocerse que estaba acusado por cargos criminales de amenaza y vandalismo. El día 3 de febrero, la organización hizo público que la canción "Miraklernas tid" sería interpretada por el conocido cantante Jan Johansen.
| Orden | Artista                      | Canción               | Votos Totales | Puntos por grupo de edades | Puntos por grupo de edades | Puntos por grupo de edades | Puntos por grupo de edades | Puntos por grupo de edades | Puntos por grupo de edades | Puntos por grupo de edades | Puntos por grupo de edades | Puntos por grupo de edades | Posición | Resultado     |
| Orden | Artista                      | Canción               | Votos Totales | 3-9                        | 10-15                      | 16-29                      | 30-44                      | 45-59                      | 60-74                      | 75+                        | Teléfono                   | Total                      | Posición | Resultado     |
| ----- | ---------------------------- | --------------------- | ------------- | -------------------------- | -------------------------- | -------------------------- | -------------------------- | -------------------------- | -------------------------- | -------------------------- | -------------------------- | -------------------------- | -------- | ------------- |
| 5     | Linda Bengtzing              | "Alla mina sorger"    | 717.043       | 2                          | 2                          | 2                          | 2                          | 2                          | 4                          | 2                          | 2                          | 18                         | 6        | Eliminada     |
| 3     | Dotter                       | "Bulletproof"         | 1.160.616     | 8                          | 12                         | 10                         | 10                         | 10                         | 6                          | 8                          | 10                         | 74                         | 2        | Finalista     |
| 7     | Anna Bergendahl              | "Kingdom Come"        | 1.140.812     | 6                          | 4                          | 6                          | 12                         | 12                         | 12                         | 12                         | 12                         | 76                         | 1        | Finalista     |
| 2     | Jan Johansen                 | "Miraklernas tid"     | 501.335       | 1                          | 1                          | 1                          | 1                          | 1                          | 1                          | 1                          | 1                          | 8                          | 7        | Eliminada     |
| 1     | Klara Hammarström            | "Nobody"              | 951.815       | 10                         | 8                          | 4                          | 4                          | 4                          | 2                          | 4                          | 4                          | 40                         | 5        | Eliminada     |
| 6     | Paul Rey                     | "Talking in My Sleep" | 1.029.652     | 4                          | 6                          | 12                         | 6                          | 6                          | 10                         | 10                         | 8                          | 62                         | 4        | Andra Chansen |
| 4     | Méndez feat. Álvaro Estrella | "Vamos amigos"        | 1.070.755     | 12                         | 10                         | 8                          | 8                          | 8                          | 8                          | 6                          | 6                          | 66                         | 3        | Andra Chansen |

### Tercera Semifinal
La tercera semifinal del Melodifestivalen se llevó a cabo en el Coop Norrbotten Arena de la ciudad de Luleå, el día 15 de febrero.
| Orden | Artista         | Canción           | Votos Totales | Puntos por grupo de edades | Puntos por grupo de edades | Puntos por grupo de edades | Puntos por grupo de edades | Puntos por grupo de edades | Puntos por grupo de edades | Puntos por grupo de edades | Puntos por grupo de edades | Puntos por grupo de edades | Posición | Resultado     |
| Orden | Artista         | Canción           | Votos Totales | 3-9                        | 10-15                      | 16-29                      | 30-44                      | 45-59                      | 60-74                      | 75+                        | Teléfono                   | Total                      | Posición | Resultado     |
| ----- | --------------- | ----------------- | ------------- | -------------------------- | -------------------------- | -------------------------- | -------------------------- | -------------------------- | -------------------------- | -------------------------- | -------------------------- | -------------------------- | -------- | ------------- |
| 6     | Faith Kakembo   | "Crying Rivers"   | 733.502       | 1                          | 4                          | 4                          | 4                          | 8                          | 10                         | 10                         | 10                         | 51                         | 5        | Eliminada     |
| 4     | Amanda Aasa     | "Late"            | 534.652       | 4                          | 2                          | 2                          | 2                          | 2                          | 2                          | 2                          | 2                          | 18                         | 6        | Eliminada     |
| 2     | Albin Johnsén   | "Livet börjar nu" | 470.431       | 2                          | 1                          | 1                          | 1                          | 1                          | 1                          | 1                          | 1                          | 9                          | 7        | Eliminada     |
| 3     | Drängarna       | "Piga och dräng"  | 921.811       | 6                          | 6                          | 8                          | 6                          | 6                          | 6                          | 6                          | 12                         | 56                         | 4        | Andra Chansen |
| 1     | Mariette        | "Shout It Out"    | 1.215.521     | 12                         | 10                         | 10                         | 12                         | 12                         | 12                         | 12                         | 8                          | 88                         | 1        | Finalista     |
| 5     | Anis Don Demina | "Vem är som oss"  | 1.107.528     | 8                          | 12                         | 12                         | 10                         | 4                          | 4                          | 4                          | 6                          | 60                         | 3        | Andra Chansen |
| 7     | Mohombi         | "Winners"         | 1.031.906     | 10                         | 8                          | 6                          | 8                          | 10                         | 8                          | 8                          | 4                          | 62                         | 2        | Finalista     |

### Cuarta Semifinal
La cuarta semifinal del Melodifestivalen tuvo lugar en el Malmö Arena de Malmö, el día 22 de febrero.
| Orden | Artista                          | Canción                         | Votos Totales | Puntos por grupo de edades | Puntos por grupo de edades | Puntos por grupo de edades | Puntos por grupo de edades | Puntos por grupo de edades | Puntos por grupo de edades | Puntos por grupo de edades | Puntos por grupo de edades | Puntos por grupo de edades | Posición | Resultado     |
| Orden | Artista                          | Canción                         | Votos Totales | 3-9                        | 10-15                      | 16-29                      | 30-44                      | 45-59                      | 60-74                      | 75+                        | Teléfono                   | Total                      | Posición | Resultado     |
| ----- | -------------------------------- | ------------------------------- | ------------- | -------------------------- | -------------------------- | -------------------------- | -------------------------- | -------------------------- | -------------------------- | -------------------------- | -------------------------- | -------------------------- | -------- | ------------- |
| 7     | Hanna Ferm                       | "Brave"                         | 1.174.481     | 12                         | 12                         | 10                         | 12                         | 12                         | 12                         | 12                         | 12                         | 94                         | 1        | Finalista     |
| 3     | Nanne Grönvall                   | "Carpool Karaoke"               | 548.116       | 1                          | 1                          | 2                          | 1                          | 2                          | 6                          | 6                          | 2                          | 21                         | 7        | Eliminada     |
| 2     | William Strid                    | "Molnljus"                      | 700.582       | 8                          | 8                          | 6                          | 4                          | 1                          | 1                          | 2                          | 6                          | 36                         | 5        | Eliminado     |
| 6     | Jakob Karlberg                   | "Om du tror att jag saknar dig" | 619.888       | 2                          | 2                          | 8                          | 2                          | 4                          | 2                          | 1                          | 1                          | 22                         | 6        | Eliminado     |
| 5     | Ellen Benediktson & Simon Peyron | "Surface"                       | 698.364       | 4                          | 6                          | 4                          | 6                          | 6                          | 4                          | 4                          | 4                          | 38                         | 4        | Andra Chansen |
| 4     | Victor Crone                     | "Troubled Waters"               | 1.072.105     | 10                         | 10                         | 12                         | 10                         | 10                         | 10                         | 10                         | 10                         | 82                         | 2        | Finalista     |
| 1     | Frida Öhrn                       | "We Are One"                    | 685.633       | 6                          | 4                          | 1                          | 8                          | 8                          | 8                          | 8                          | 8                          | 51                         | 3        | Andra Chansen |

### Segunda Oportunidad (Andra Chansen)
El Andra Chansen (Segunda Oportunidad) del Melodifestivalen tuvo lugar el 29 de febrero en el STIGA Sports Arena de Eskilstuna.
| Duelo | Orden | Artista(s)                       | Canción               | Votos   | Puntos | Resultado  |
| ----- | ----- | -------------------------------- | --------------------- | ------- | ------ | ---------- |
| I     | 1     | Anis Don Demina                  | "Vem är som oss"      | 937.009 | 7      | Finalista  |
| I     | 2     | Ellen Benediktson & Simon Peyron | "Surface"             | 566.544 | 1      | Eliminados |
| II    | 3     | Malou Prytz                      | "Ballerina"           | 833.780 | 3      | Eliminada  |
| II    | 4     | Paul Rey                         | "Talking in My Sleep" | 810.439 | 5      | Finalista  |
| III   | 5     | Felix Sandman                    | "Boys with Emotions"  | 793.592 | 4      | Finalista  |
| III   | 6     | Frida Öhrn                       | "We Are One"          | 550.632 | 4      | Eliminada  |
| IV    | 7     | Méndez feat. Álvaro Estrella     | "Vamos amigos"        | 805.286 | 4      | Finalistas |
| IV    | 8     | Drängarna                        | "Piga och dräng"      | 685.762 | 4      | Eliminados |

## Final
La final del Melodifestivalen se celebró el día 7 de marzo en el Friends Arena de la capital sueca, Estocolmo. Las ganadoras de dicha final fueron el grupo The Mamas con el tema gospel "Move", obteniendo un total de 137 puntos, uno más que la favorita, la cantante Dotter, que competía con el tema "Bulletproof". El tercer puesto lo obtuvo Anna Bergendahl, ganadora del Melodifestivalen en 2010, con su tema "Kingdom Come". El top cinco lo completaron Hanna Ferm, gracias al impulso del televoto, y Anis Don Demina, otro de los grandes favoritos tras la ronda de segunda oportunidad. 
| N.º | Artista                      | Canción               | Jurado | Televoto/SMS/App | Televoto/SMS/App                          | Televoto/SMS/App                          | Televoto/SMS/App                          | Televoto/SMS/App                          | Televoto/SMS/App                          | Televoto/SMS/App                          | Televoto/SMS/App                          | Televoto/SMS/App                          | Televoto/SMS/App | Total | Posición |
| N.º | Artista                      | Canción               | Jurado | Votos            | Distribución de puntos por grupos de edad | Distribución de puntos por grupos de edad | Distribución de puntos por grupos de edad | Distribución de puntos por grupos de edad | Distribución de puntos por grupos de edad | Distribución de puntos por grupos de edad | Distribución de puntos por grupos de edad | Distribución de puntos por grupos de edad | Puntos           | Total | Posición |
| N.º | Artista                      | Canción               | Jurado | Votos            | 3-9                                       | 10-15                                     | 16-29                                     | 30-44                                     | 45-59                                     | 60-74                                     | 75+                                       | Teléfono                                  | Puntos           | Total | Posición |
| --- | ---------------------------- | --------------------- | ------ | ---------------- | ----------------------------------------- | ----------------------------------------- | ----------------------------------------- | ----------------------------------------- | ----------------------------------------- | ----------------------------------------- | ----------------------------------------- | ----------------------------------------- | ---------------- | ----- | -------- |
| 3   | The Mamas                    | "Move"                | 65     | 1.610.446        | 5                                         | 12                                        | 12                                        | 10                                        | 10                                        | 7                                         | 8                                         | 8                                         | 72               | 137   | 1        |
| 8   | Robin Bengtsson              | "Take a Chance"       | 35     | 891.620          | 2                                         | 3                                         | 1                                         | 2                                         | 5                                         | 6                                         | 5                                         | 4                                         | 28               | 63    | 8        |
| 7   | Dotter                       | "Bulletproof"         | 65     | 1.489.636        | 8                                         | 8                                         | 10                                        | 12                                        | 8                                         | 8                                         | 7                                         | 10                                        | 71               | 136   | 2        |
| 11  | Anna Bergendahl              | "Kingdom Come"        | 46     | 1.244.146        | 0                                         | 0                                         | 5                                         | 8                                         | 12                                        | 12                                        | 12                                        | 12                                        | 61               | 107   | 3        |
| 9   | Mariette                     | "Shout It Out"        | 42     | 719.420          | 0                                         | 0                                         | 0                                         | 0                                         | 3                                         | 4                                         | 1                                         | 1                                         | 9                | 51    | 10       |
| 4   | Mohombi                      | "Winners"             | 20     | 787.224          | 3                                         | 2                                         | 0                                         | 1                                         | 0                                         | 0                                         | 0                                         | 0                                         | 6                | 26    | 12       |
| 5   | Hanna Ferm                   | "Brave"               | 25     | 1.335.870        | 12                                        | 10                                        | 6                                         | 7                                         | 7                                         | 10                                        | 10                                        | 7                                         | 69               | 94    | 4        |
| 1   | Victor Crone                 | "Troubled Waters"     | 19     | 1.058.691        | 7                                         | 5                                         | 4                                         | 4                                         | 6                                         | 5                                         | 4                                         | 3                                         | 38               | 57    | 9        |
| 12  | Anis Don Demina              | "Vem är som oss"      | 40     | 1.168.875        | 6                                         | 6                                         | 8                                         | 6                                         | 4                                         | 0                                         | 6                                         | 6                                         | 42               | 82    | 5        |
| 2   | Paul Rey                     | "Talking in my Sleep" | 35     | 1.086.230        | 4                                         | 7                                         | 7                                         | 5                                         | 2                                         | 3                                         | 3                                         | 2                                         | 33               | 68    | 6        |
| 10  | Felix Sandman                | "Boys with Emotions"  | 53     | 827.809          | 1                                         | 1                                         | 3                                         | 0                                         | 0                                         | 2                                         | 2                                         | 5                                         | 14               | 67    | 7        |
| 6   | Méndez feat. Álvaro Estrella | "Vamos amigos"        | 19     | 882.046          | 10                                        | 4                                         | 2                                         | 3                                         | 1                                         | 1                                         | 0                                         | 0                                         | 21               | 40    | 11       |

| Voto del Jurado Internacional | Voto del Jurado Internacional                                                 | Voto del Jurado Internacional | Voto del Jurado Internacional | Voto del Jurado Internacional | Voto del Jurado Internacional | Voto del Jurado Internacional | Voto del Jurado Internacional | Voto del Jurado Internacional | Voto del Jurado Internacional | Voto del Jurado Internacional |
| Orden | Canción                                                                       | Bandera de Israel             | Bandera de Austria            | Bandera de Armenia            | Bandera de Australia          | Bandera de Malta              | Bandera de Islandia           | Bandera de Francia            | Bandera de los Países Bajos   | Total                         |
| --- | ----------------------------------------------------------------------------- | ----------------------------- | ----------------------------- | ----------------------------- | ----------------------------- | ----------------------------- | ----------------------------- | ----------------------------- | ----------------------------- | ----------------------------- |
| 1 | "Troubled Waters"                                                             | 1                             | 4                             | 5                             | 1                             | 1                             | 2                             | 5                             | —                             | 19                            |
| 2 | "Talking in my Sleep"                                                         | 6                             | —                             | 7                             | 4                             | 4                             | —                             | 10                            | 4                             | 35                            |
| 3 | "Move"                                                                        | 4                             | 6                             | 12                            | 10                            | 12                            | 8                             | 6                             | 7                             | 65                            |
| 4 | "Winners"                                                                     | 5                             | 5                             | —                             | 3                             | —                             | 4                             | 3                             | —                             | 20                            |
| 5 | "Brave"                                                                       | 7                             | —                             | 3                             | 2                             | 7                             | 3                             | 2                             | 1                             | 25                            |
| 6 | "Vamos amigos"                                                                | —                             | 1                             | 2                             | 7                             | 3                             | 1                             | —                             | 5                             | 19                            |
| 7 | "Bulletproof"                                                                 | 10                            | 2                             | 6                             | 12                            | 10                            | 12                            | 7                             | 6                             | 65                            |
| 8 | "Take a Chance"                                                               | 3                             | 8                             | 10                            | —                             | 6                             | 5                             | 1                             | 2                             | 35                            |
| 9 | "Shout It Out"                                                                | —                             | 10                            | 1                             | —                             | 5                             | 6                             | 12                            | 8                             | 42                            |
| 10 | "Boys with Emotions"                                                          | 8                             | 7                             | 8                             | 8                             | 2                             | —                             | 8                             | 12                            | 53                            |
| 11 | "Kingdom Come"                                                                | 12                            | 3                             | 4                             | 6                             | 8                             | 10                            | —                             | 3                             | 46                            |
| 12 | "Vem är som oss"                                                              | 2                             | 12                            | —                             | 5                             | —                             | 7                             | 4                             | 10                            | 40                            |
| Portavoces del Jurado Internacional |                                                                               |                               |                               |                               |                               |                               |                               |                               |                               |                               |
| \| - – Tali Eshkoli - – Marvin Dietmann - – Anush Ter-Ghukasyan - – Paul Clarke \| - – Clas Romander - – Selma Björnsdóttir - – Bruno Berberes - – Getty Kaspers \| |                                                                               |                               |                               |                               |                               |                               |                               |                               |                               |                               |
| - – Tali Eshkoli - – Marvin Dietmann - – Anush Ter-Ghukasyan - – Paul Clarke                                                                                        | - – Clas Romander - – Selma Björnsdóttir - – Bruno Berberes - – Getty Kaspers |                               |                               |                               |                               |                               |                               |                               |                               |                               |

## Galería

### Semifinal 1

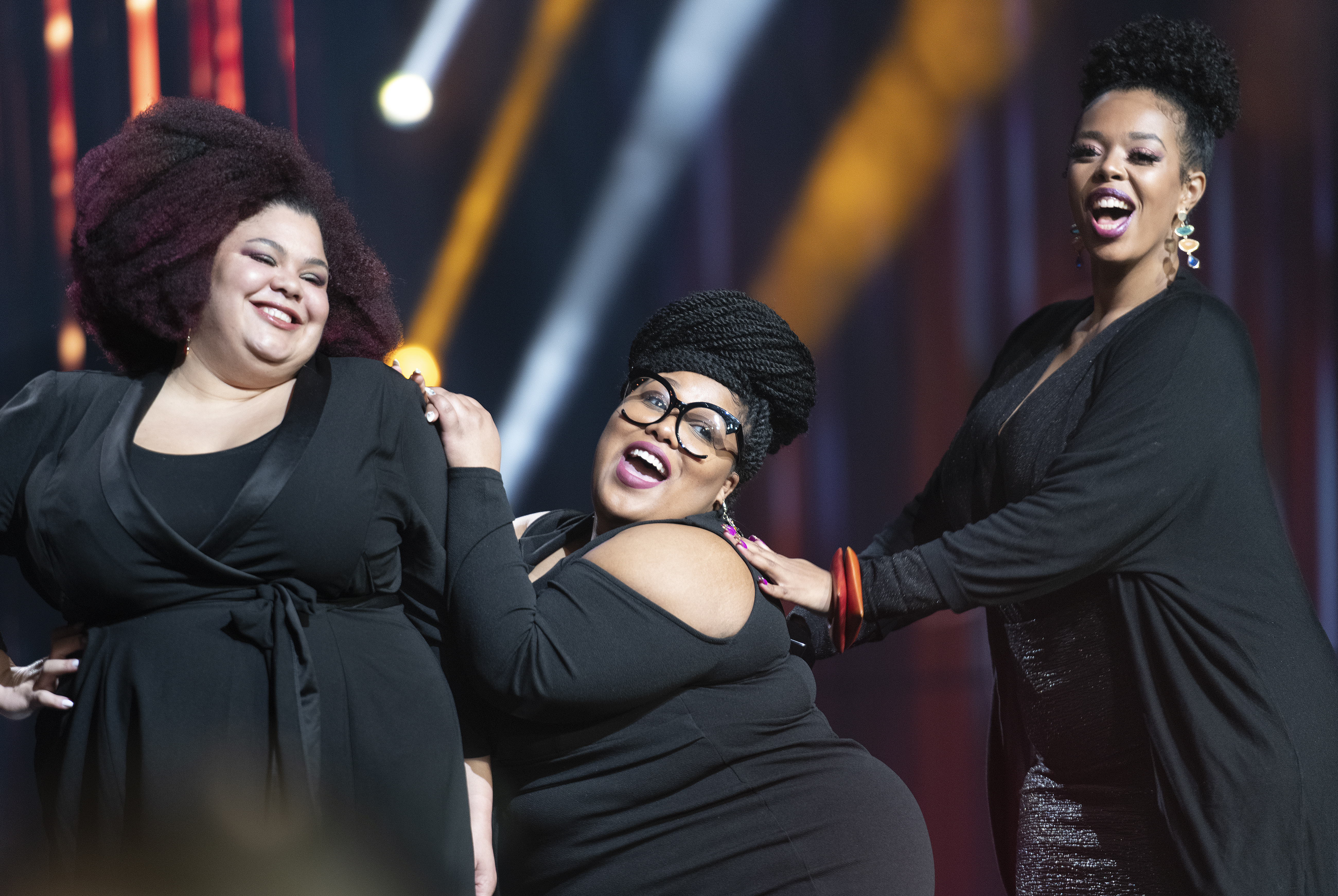
The Mamas
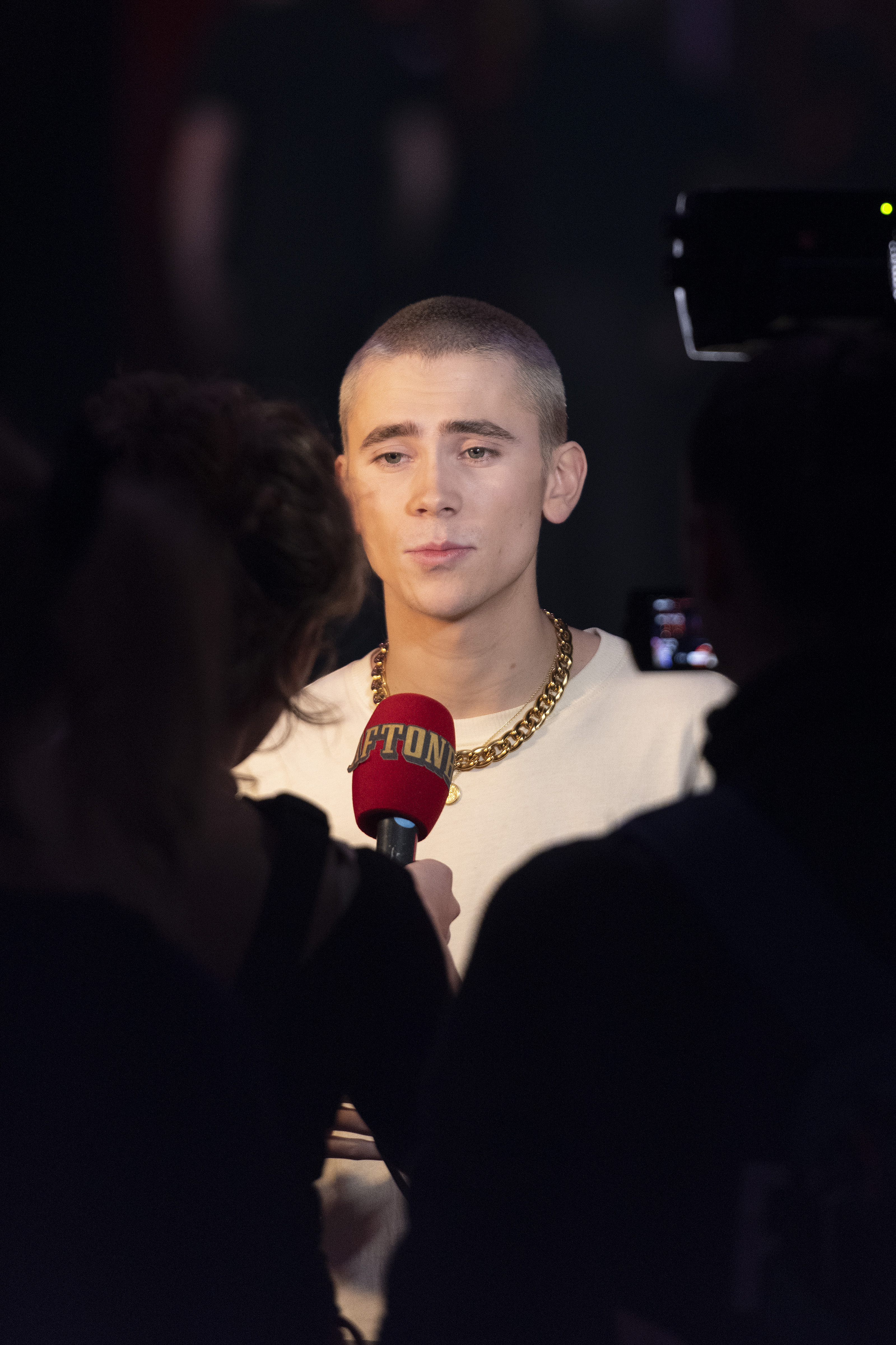
Felix Sandman
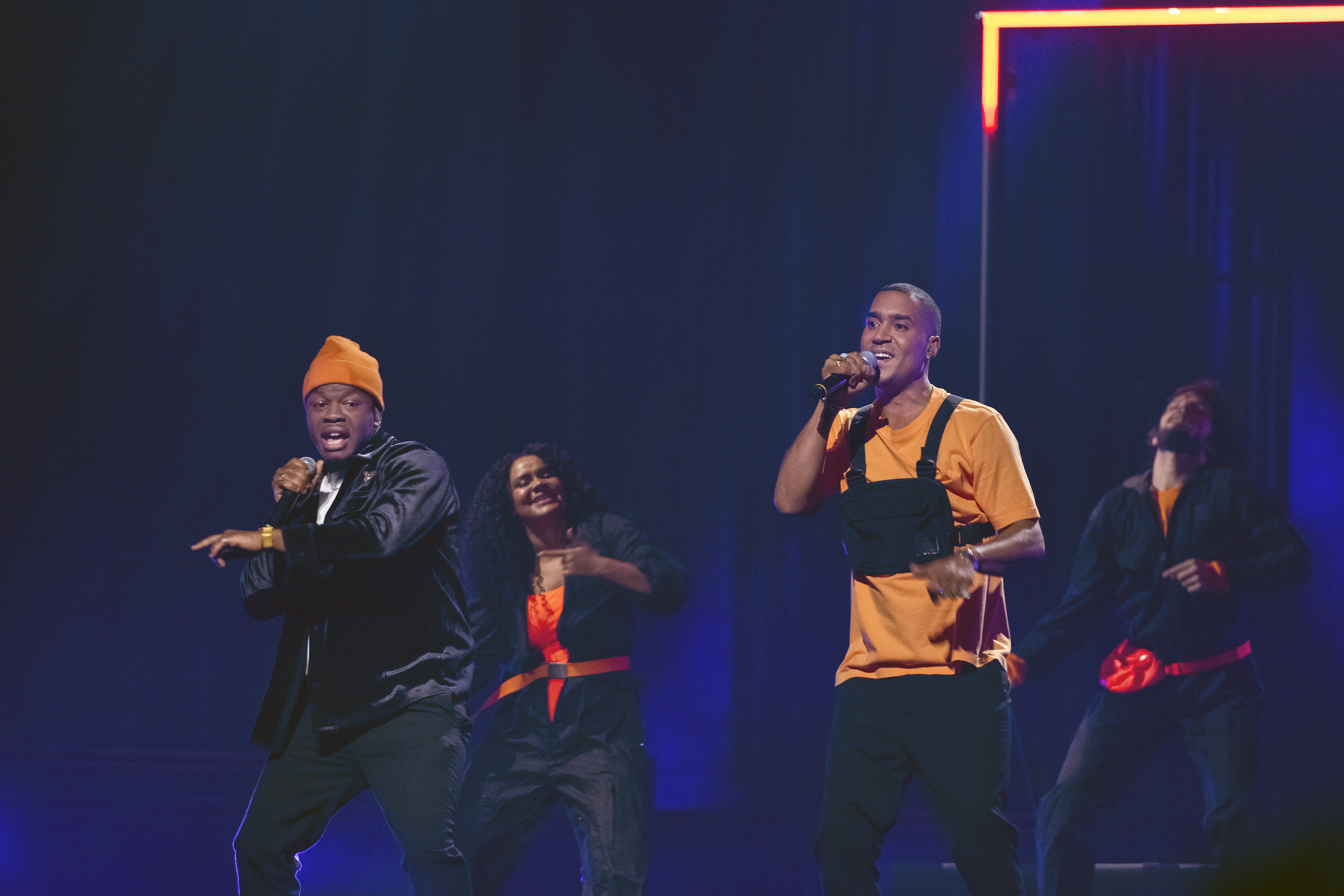
OVÖ
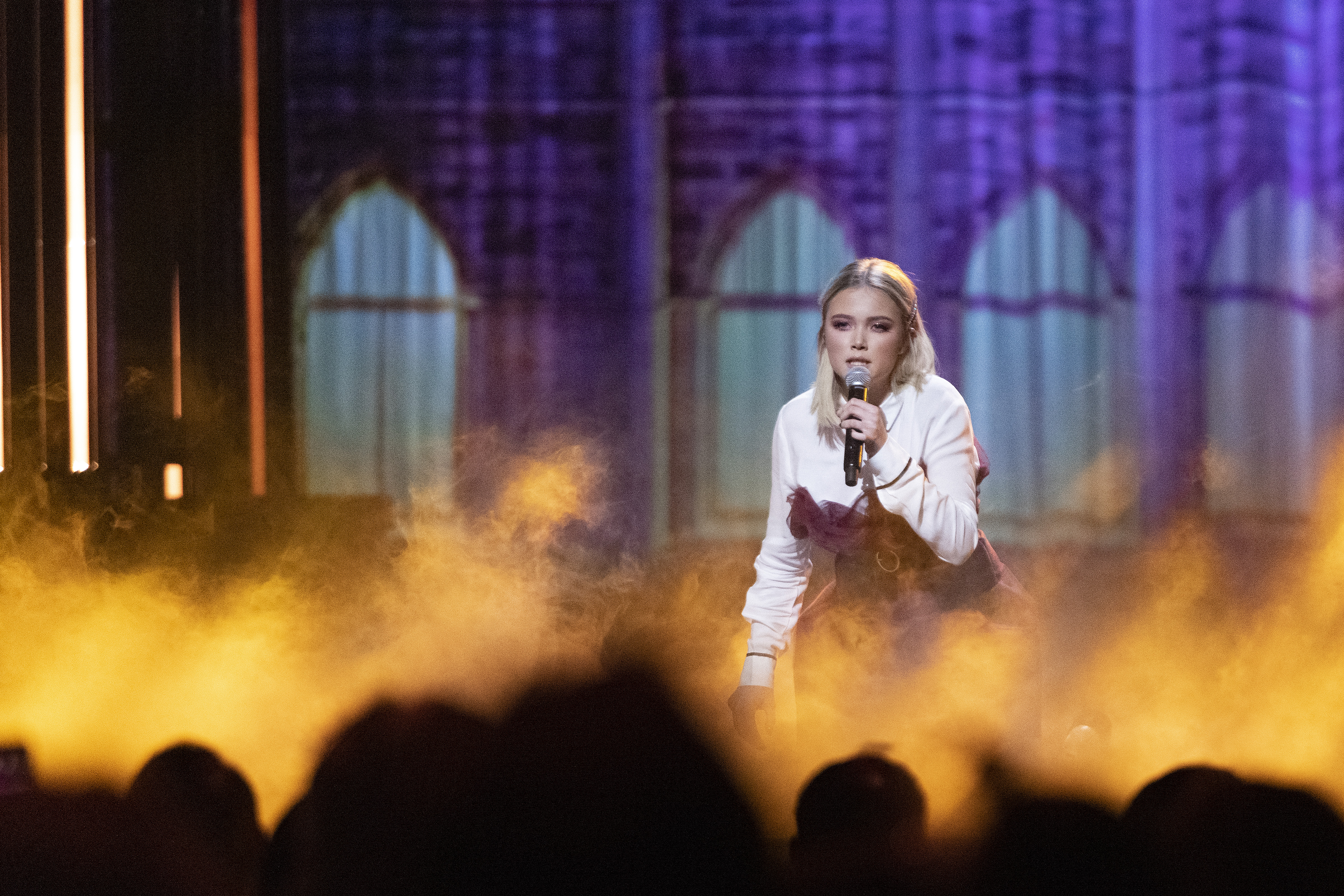
Malou Prytz
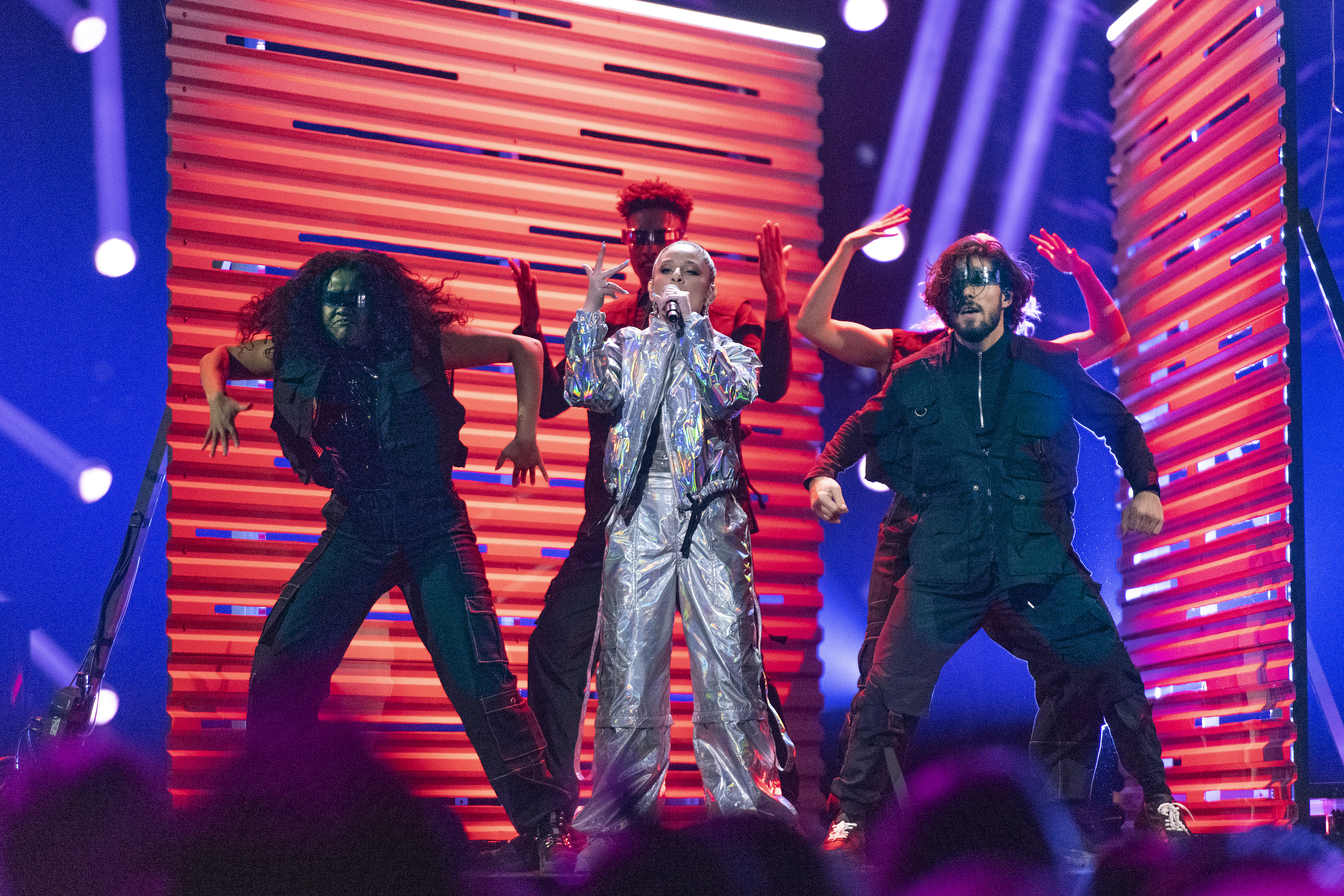
Suzi P
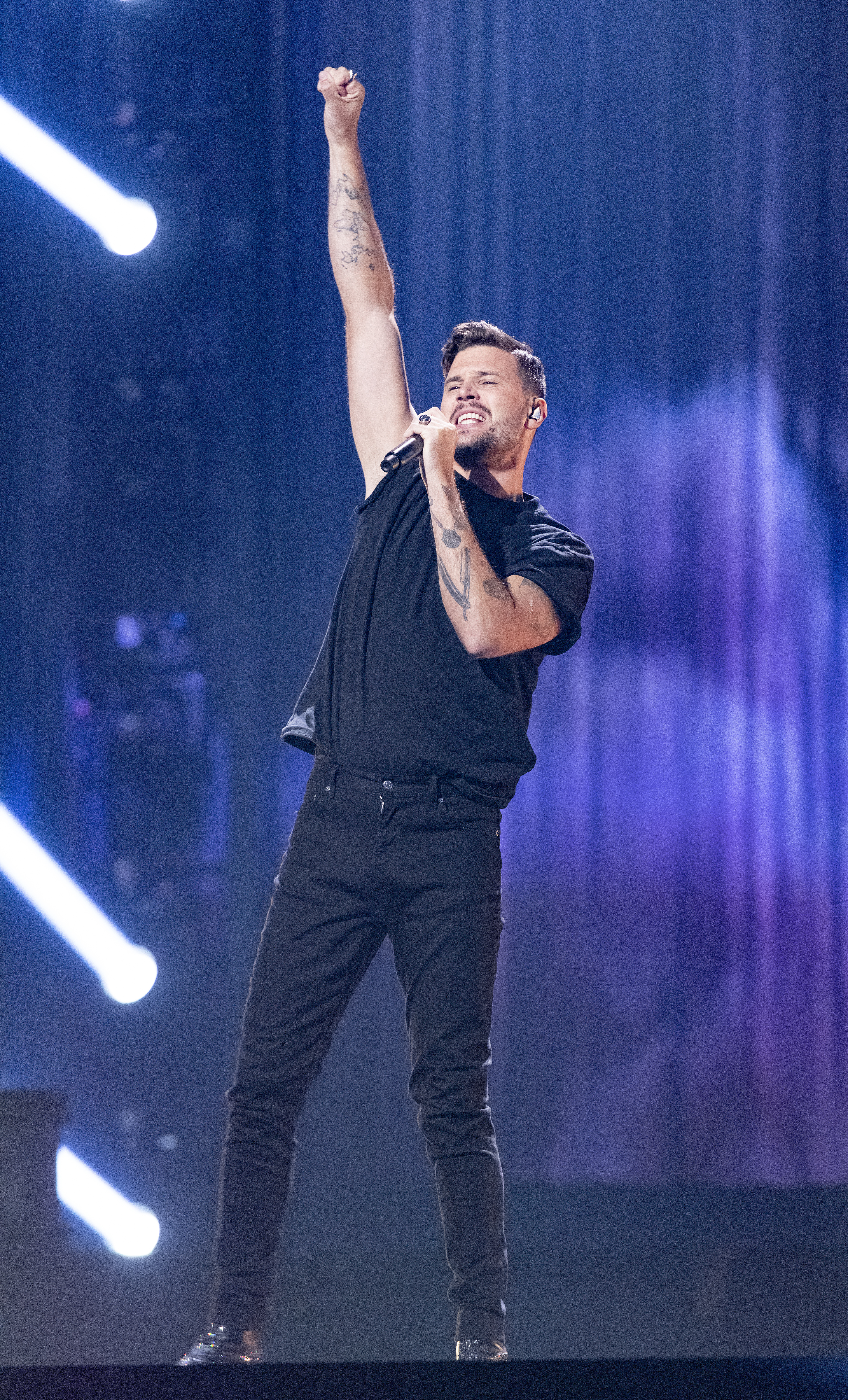
Robin Bengtsson
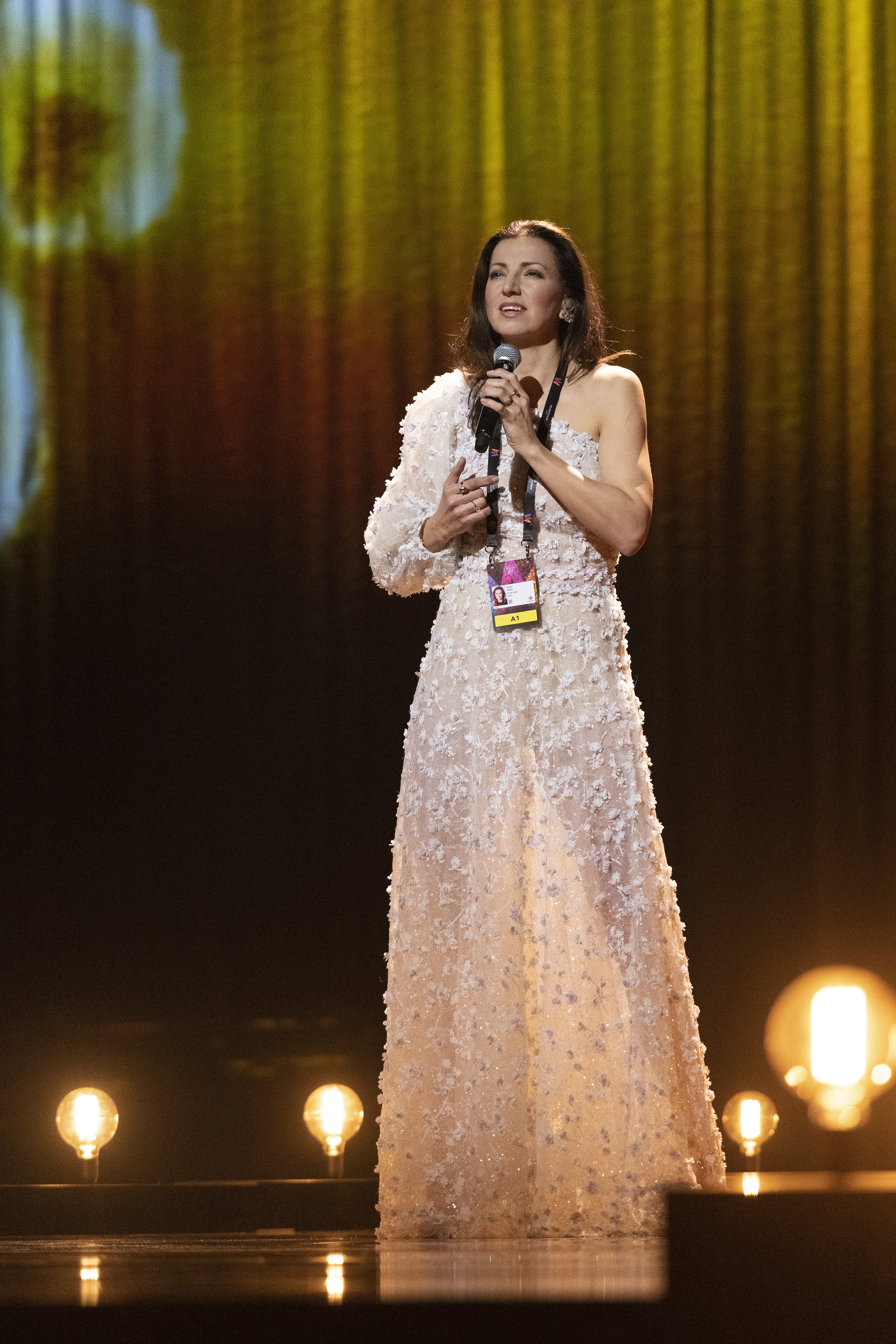
Sonja Aldén

### Semifinal 2

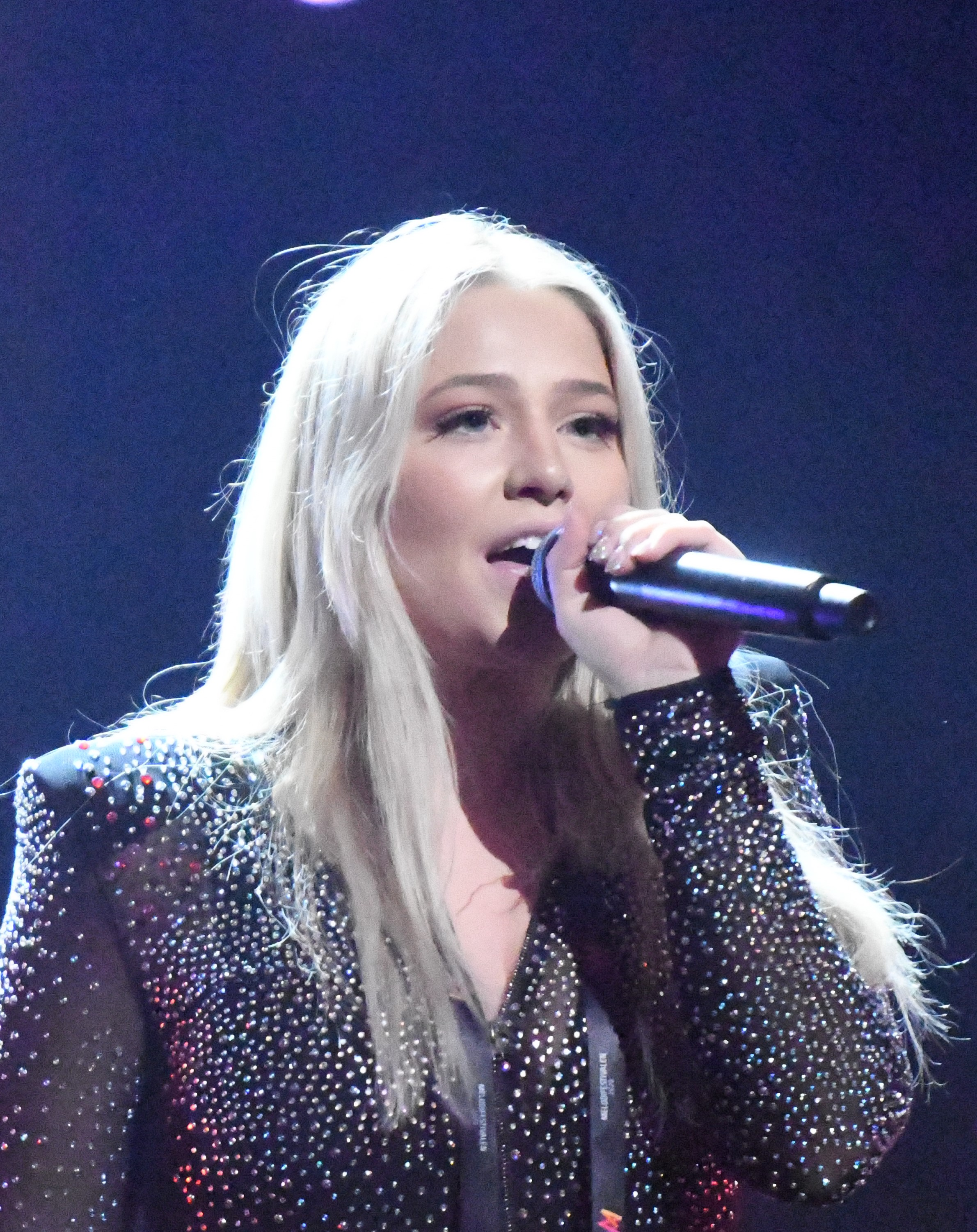
Klara Hammarström
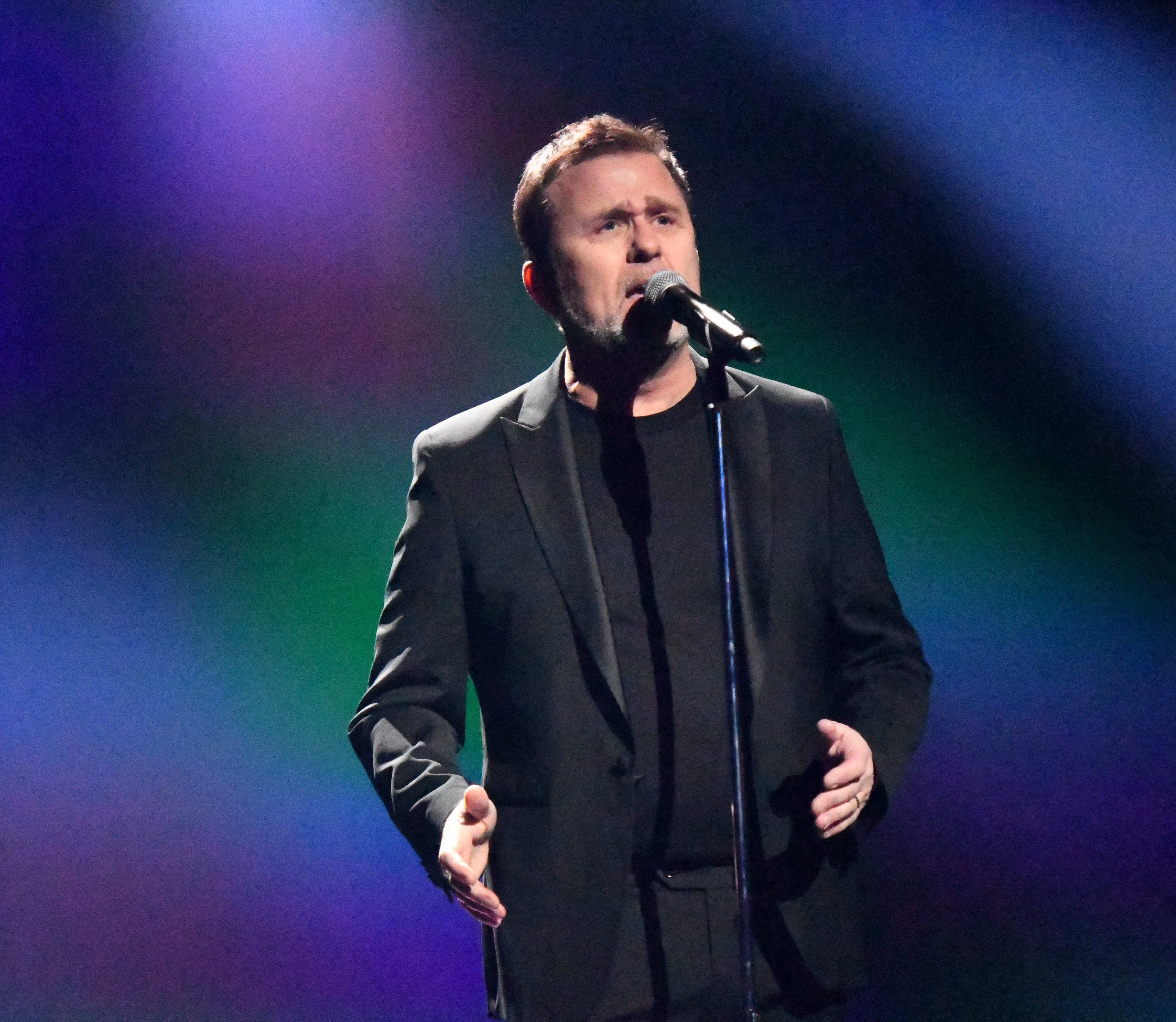
Jan Johansen
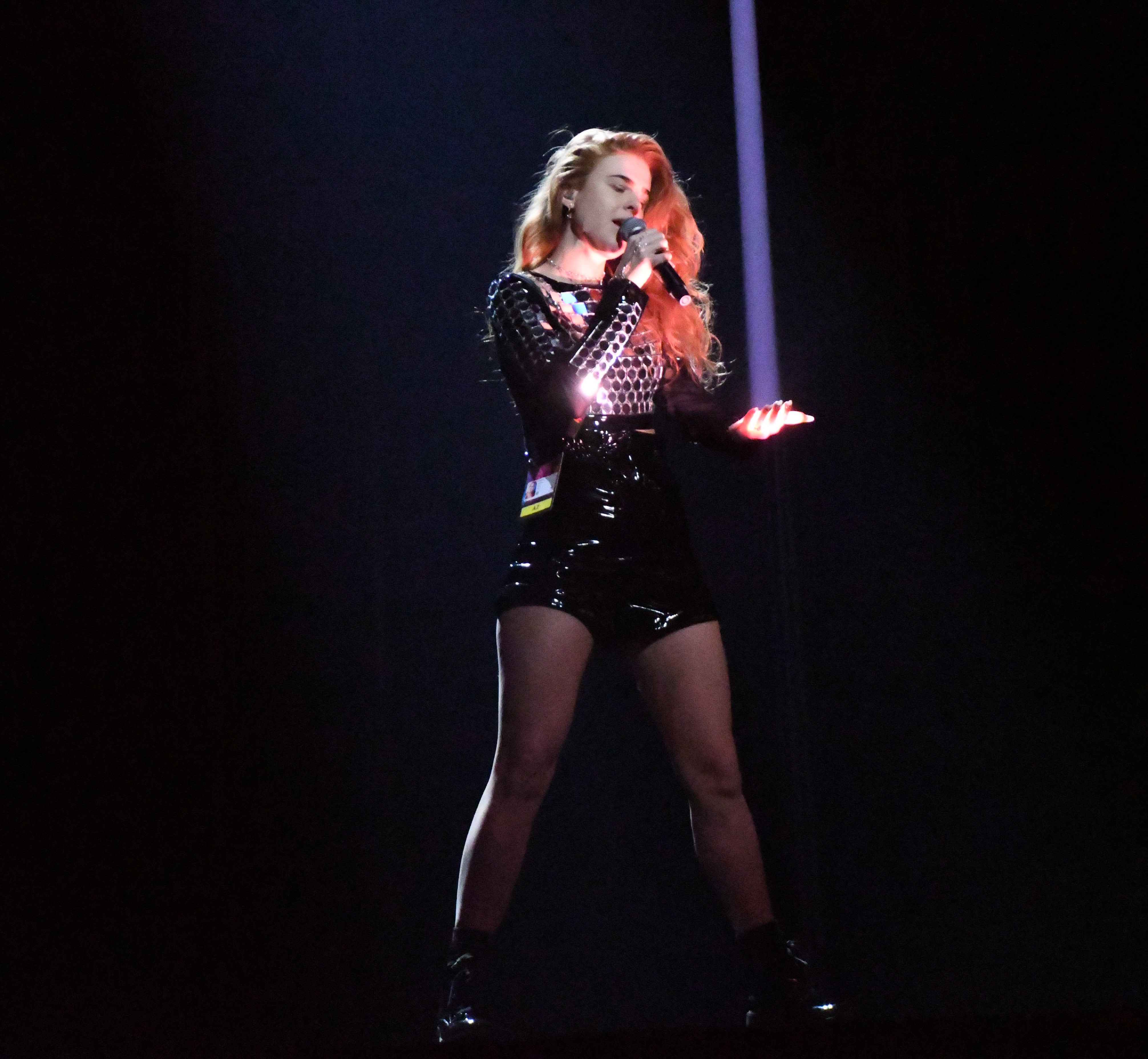
Dotter
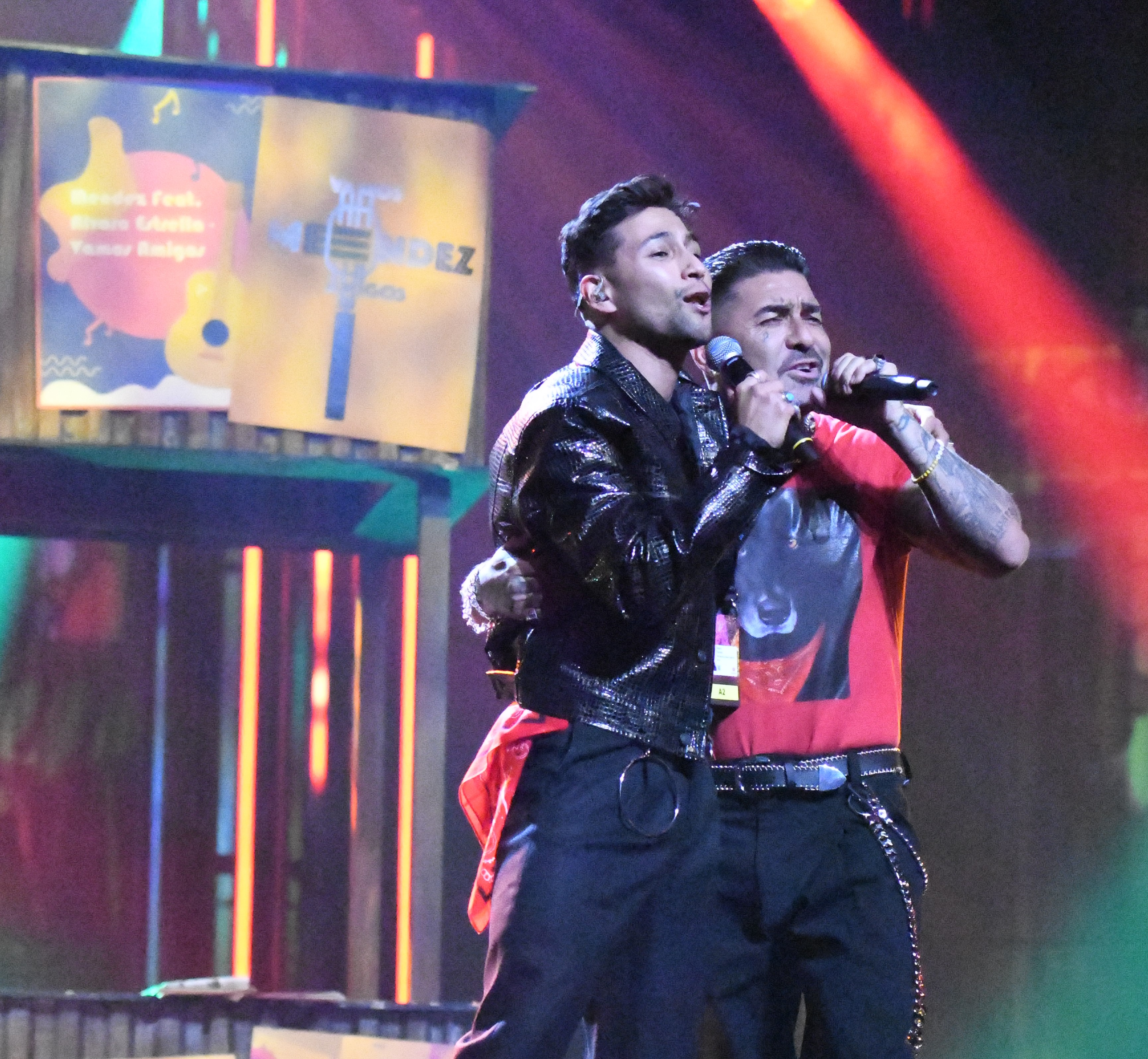
Mendez ft. Álvaro Estrella
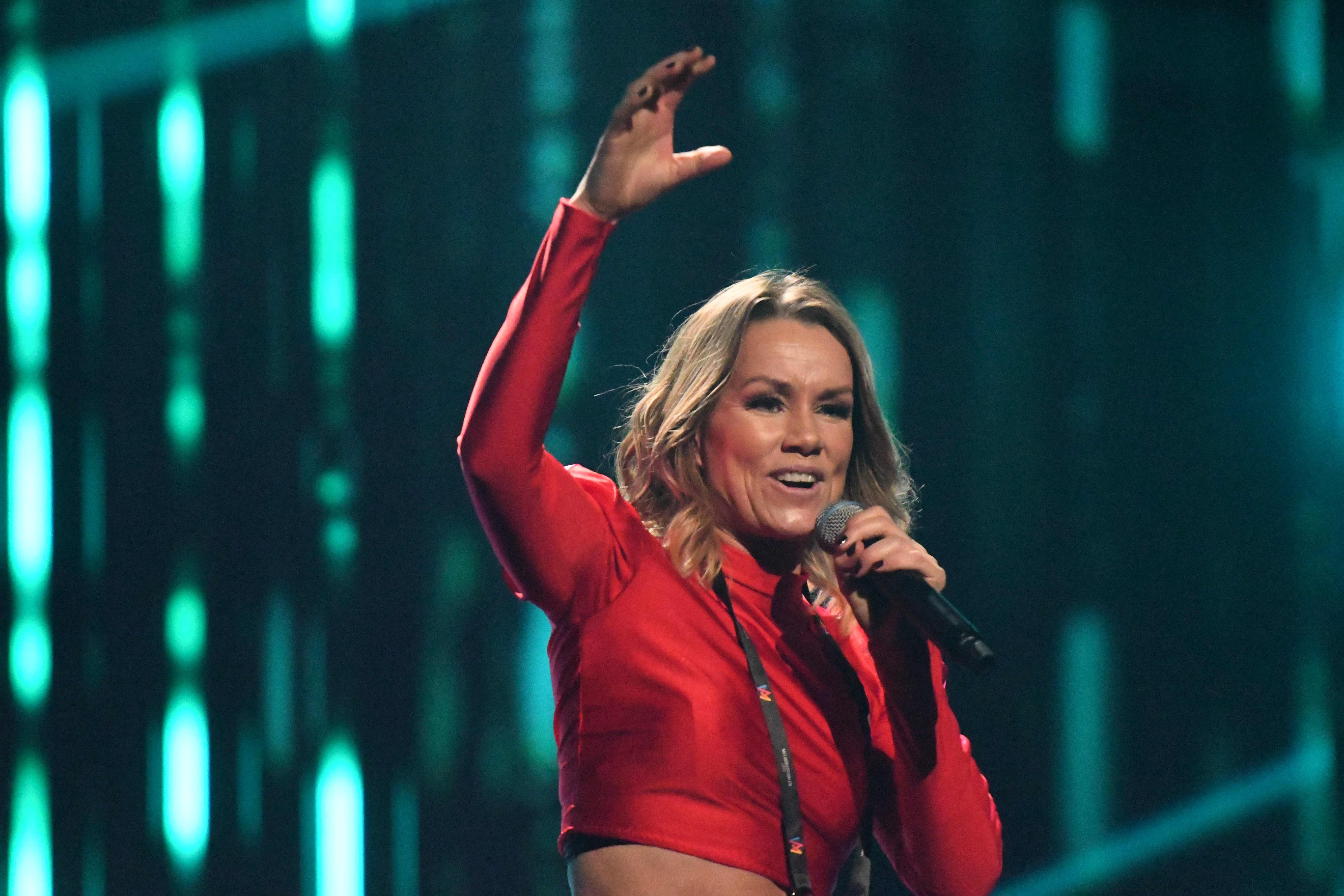
Linda Bengtzing
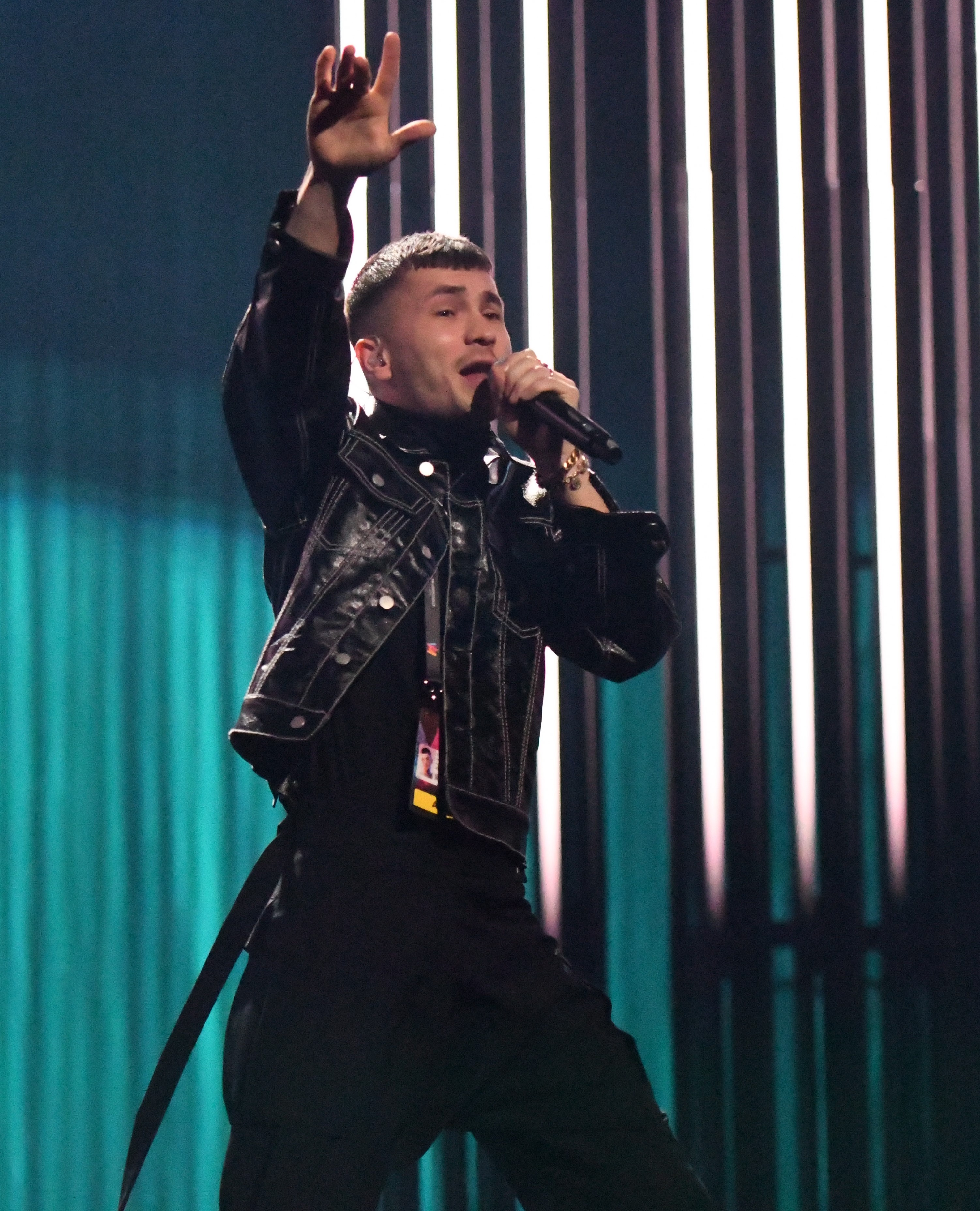
Paul Rey
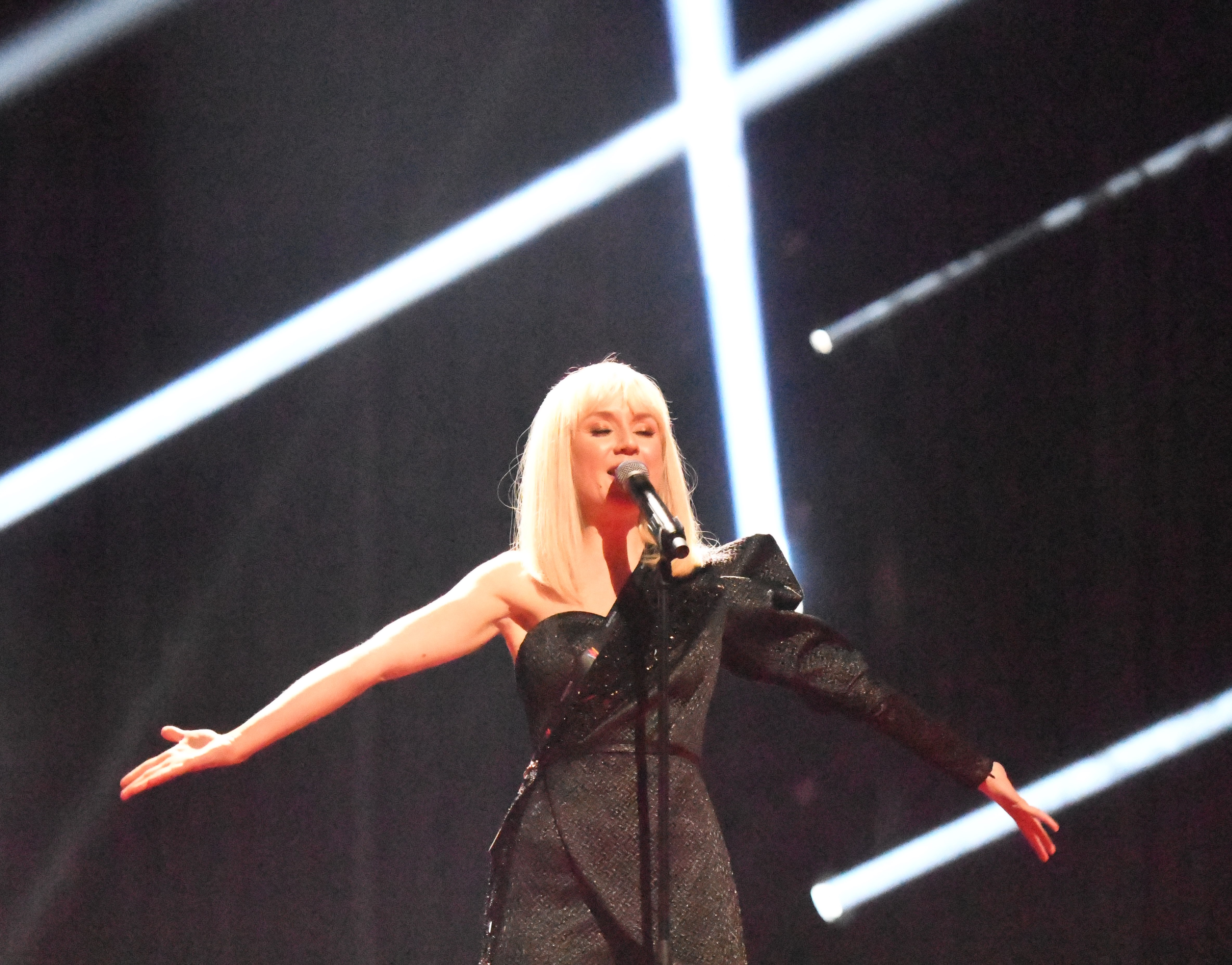
Anna Bergendahl

### Semifinal 4

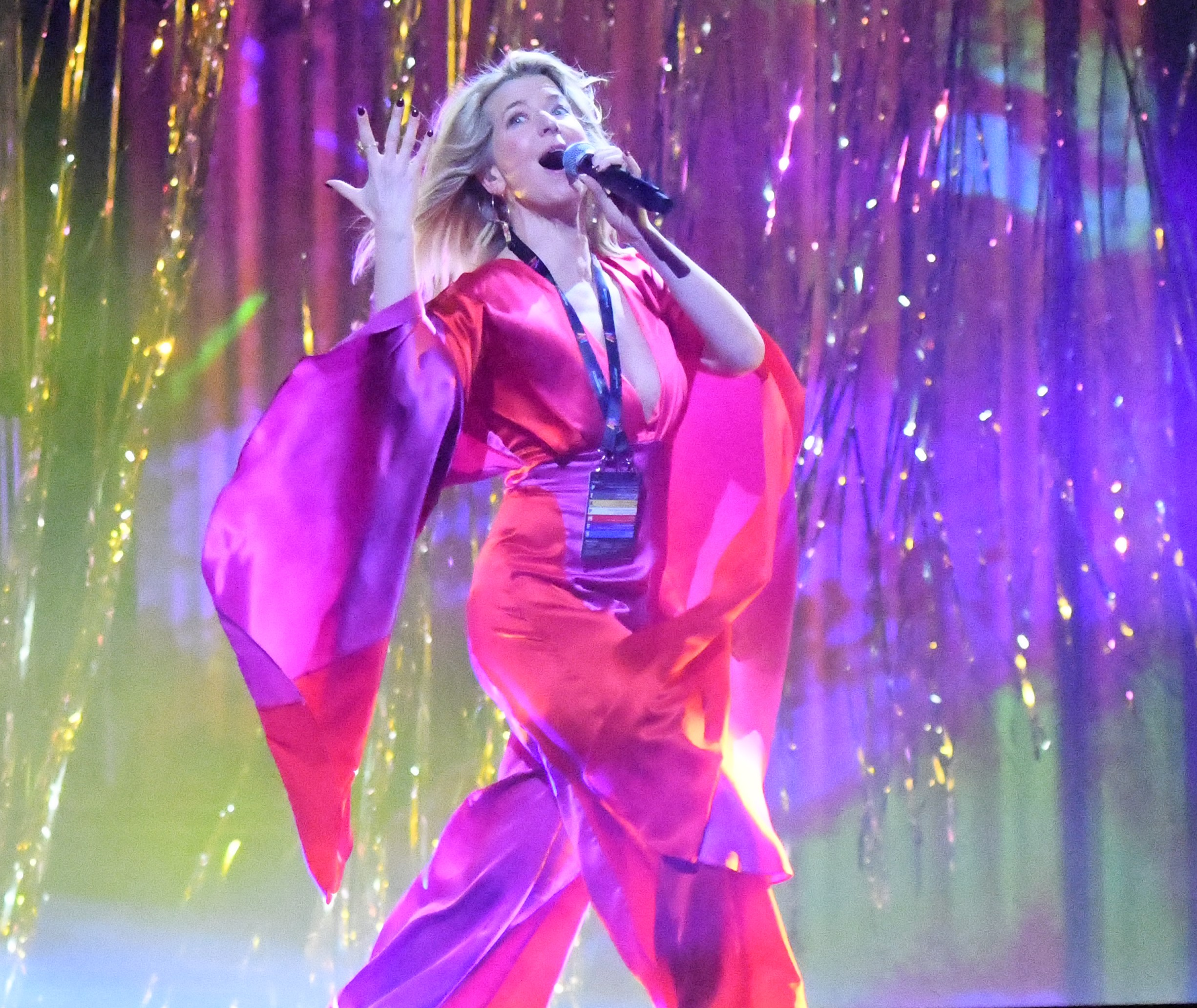
Frida Öhrn
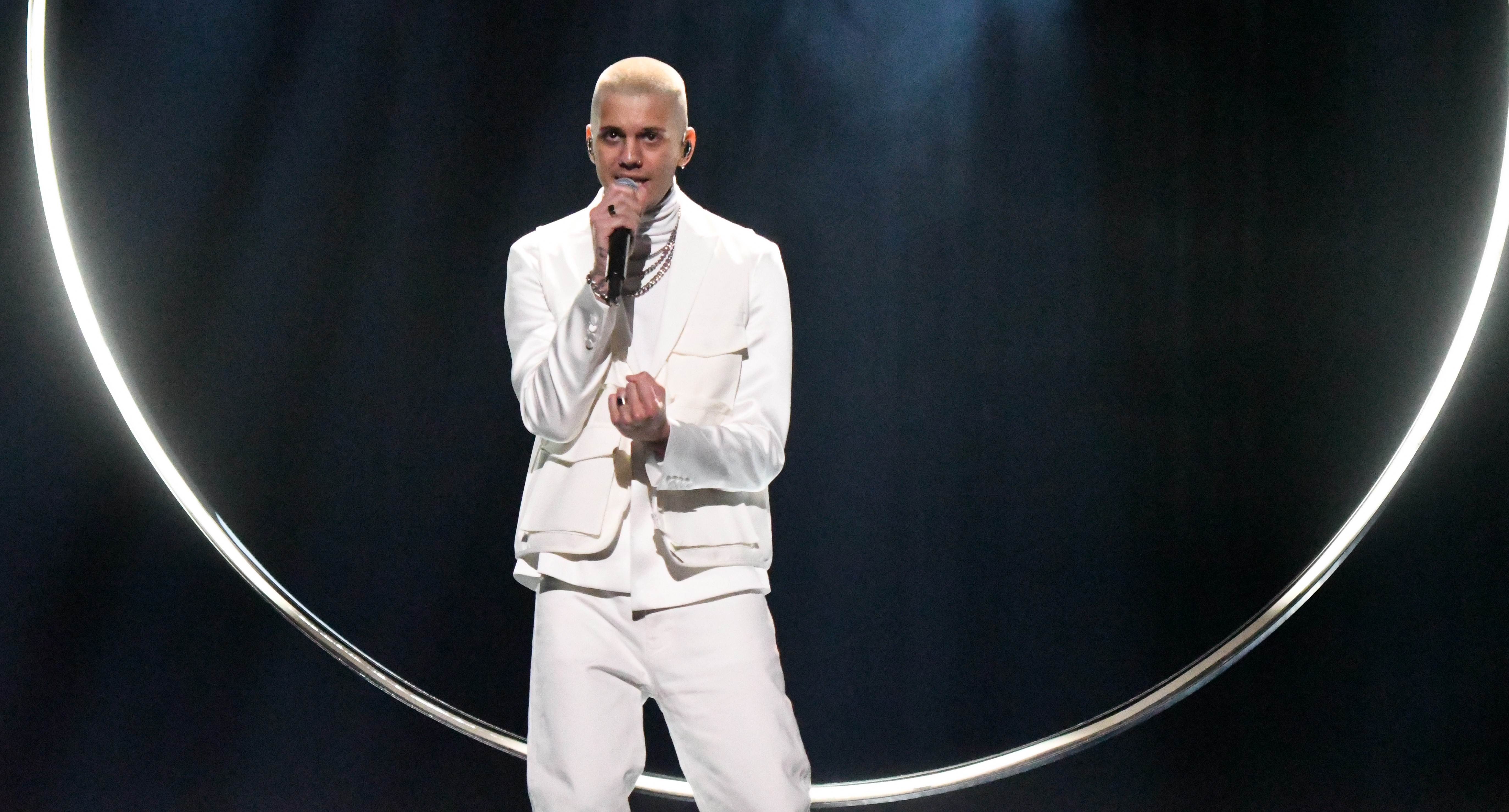
William Stridh
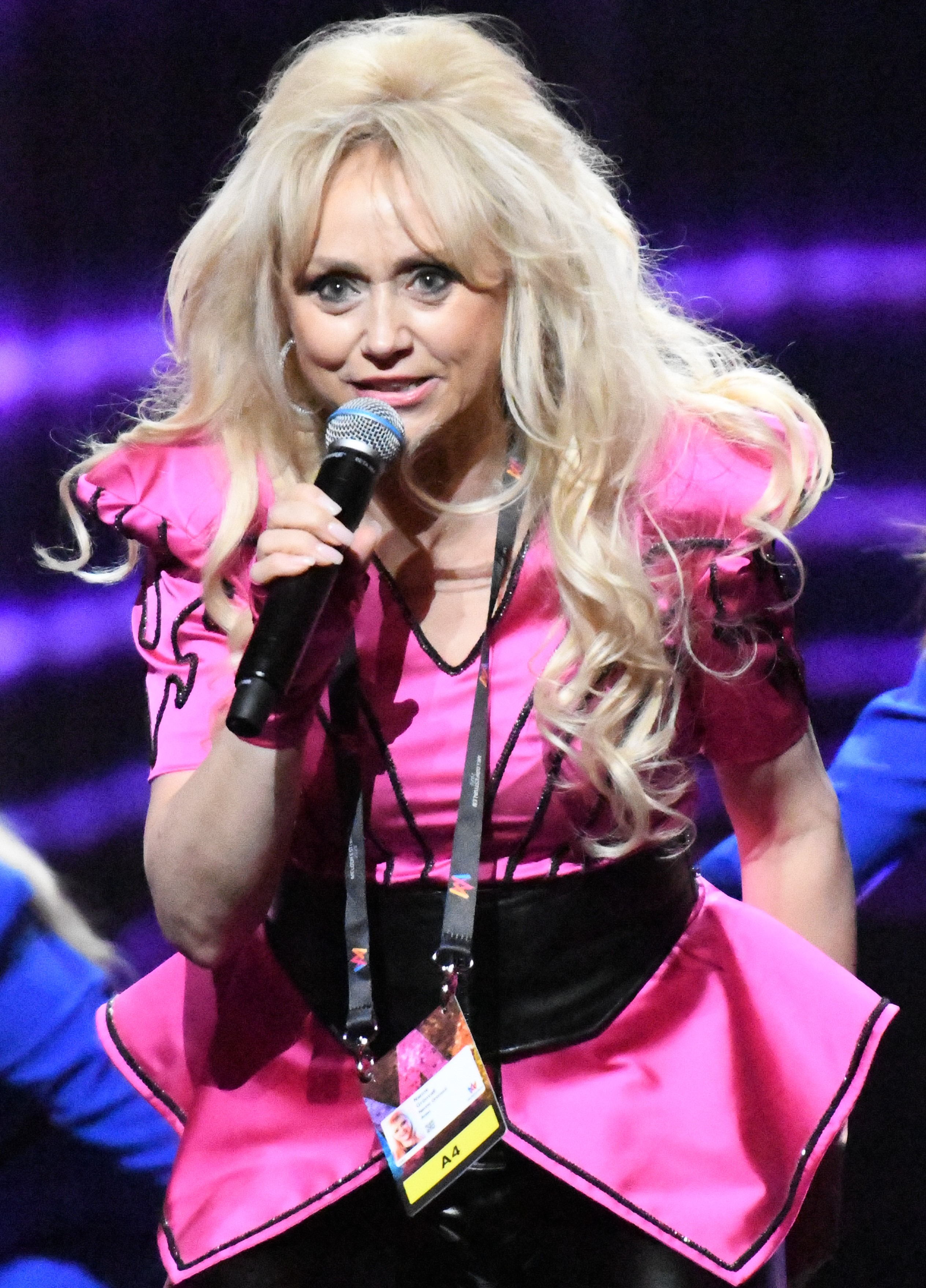
Nanne Grönvall
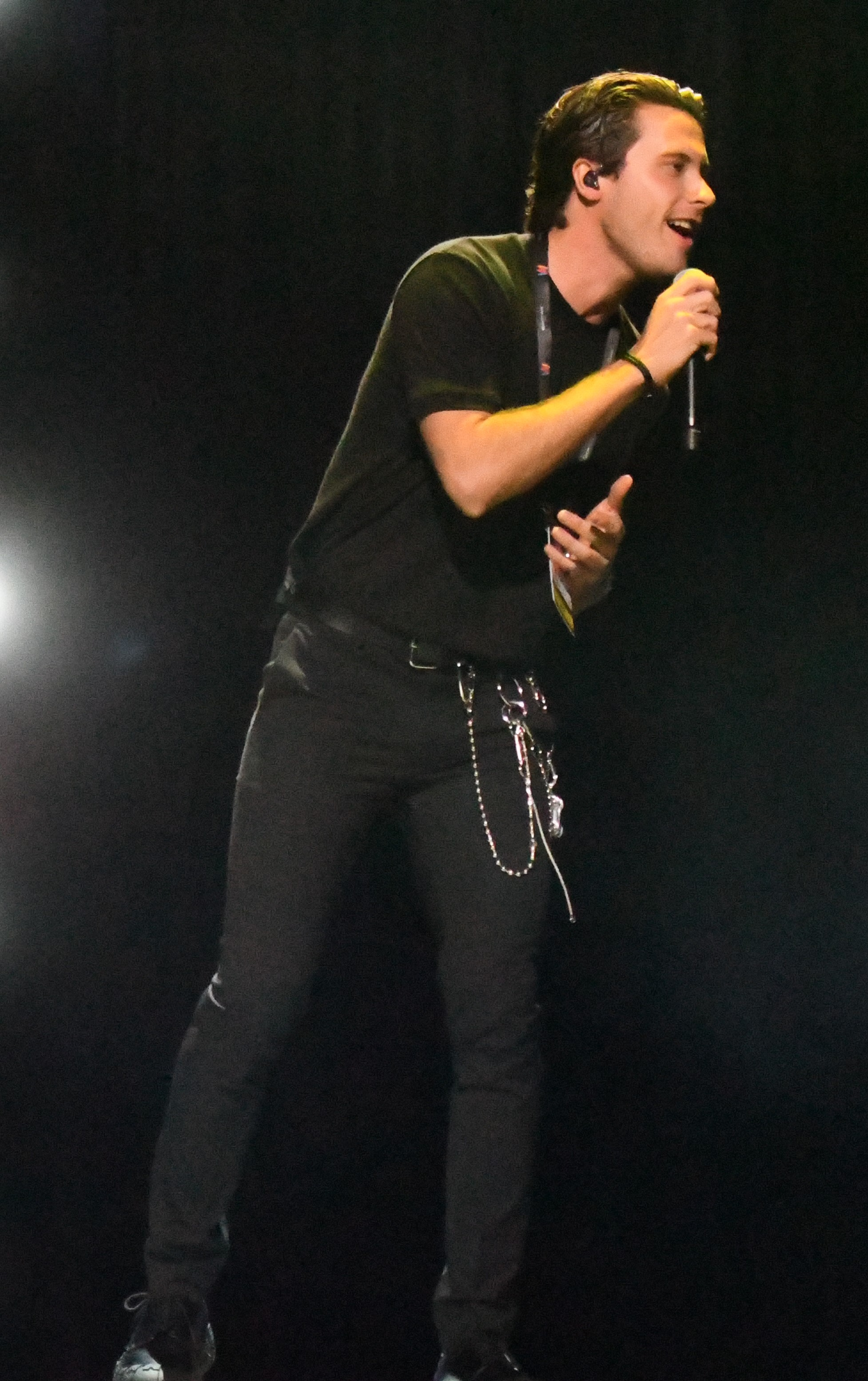
Victor Crone
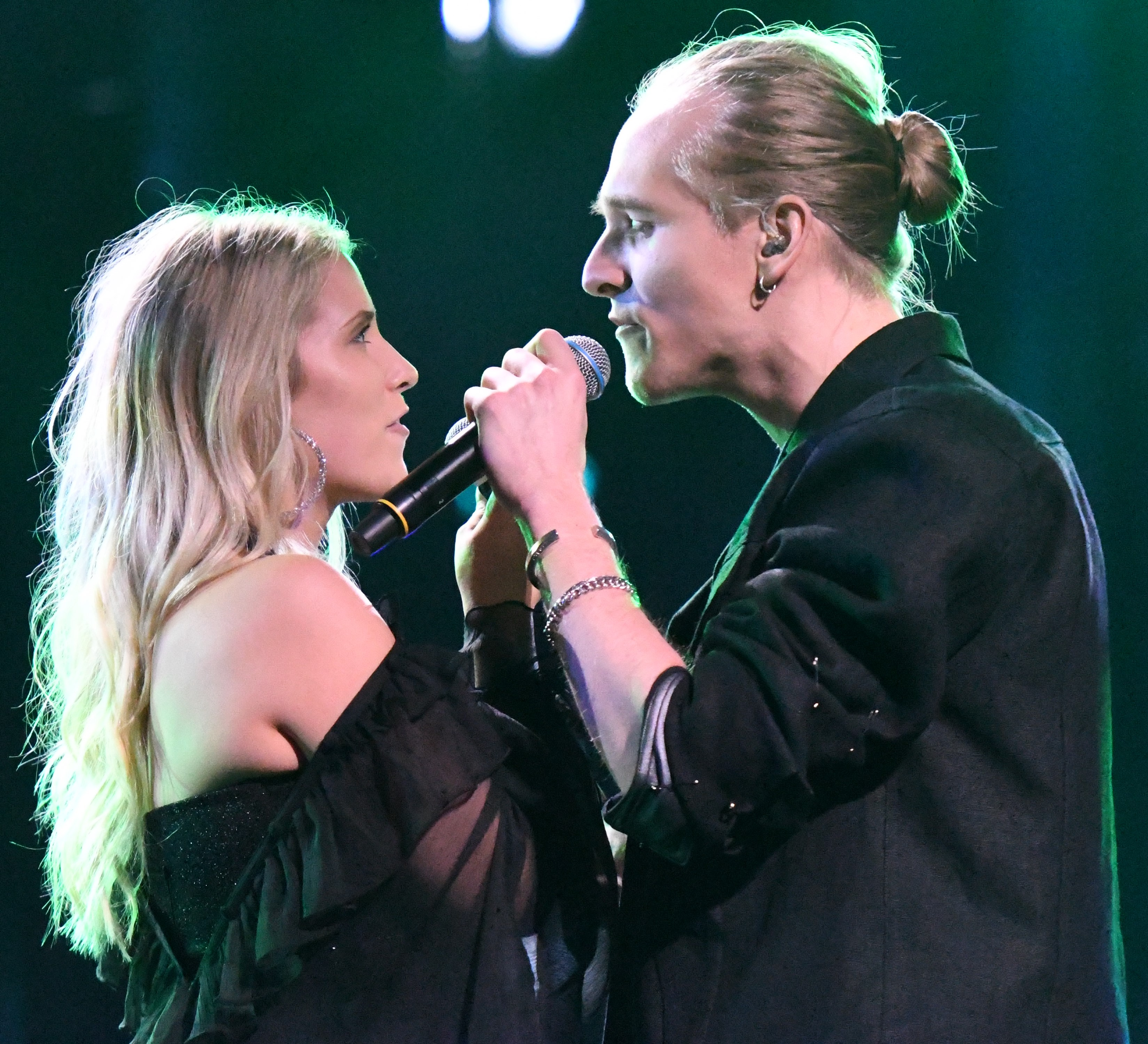
Ellen Benediktson & Simon Peyron
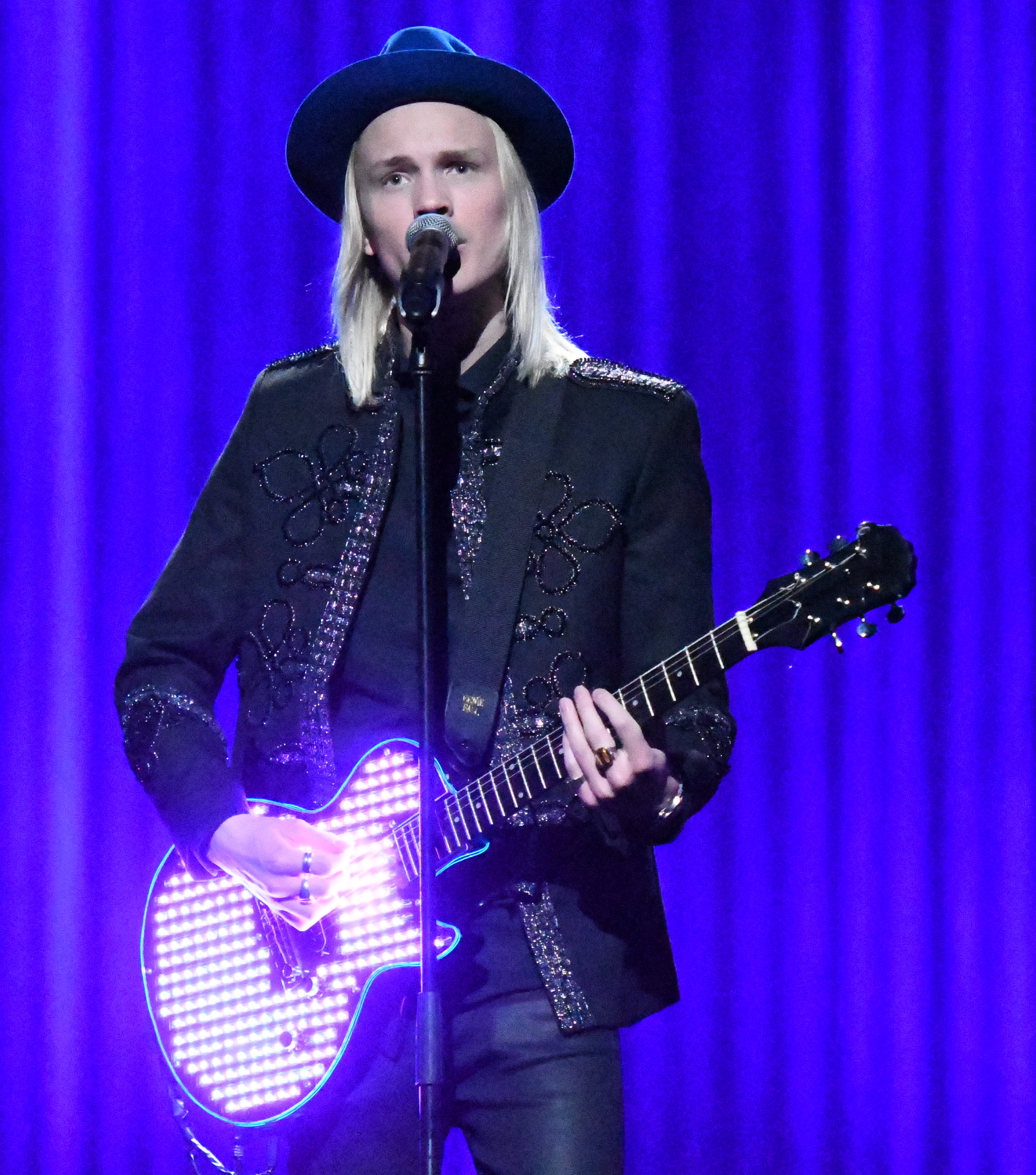
Jakob Karlberg
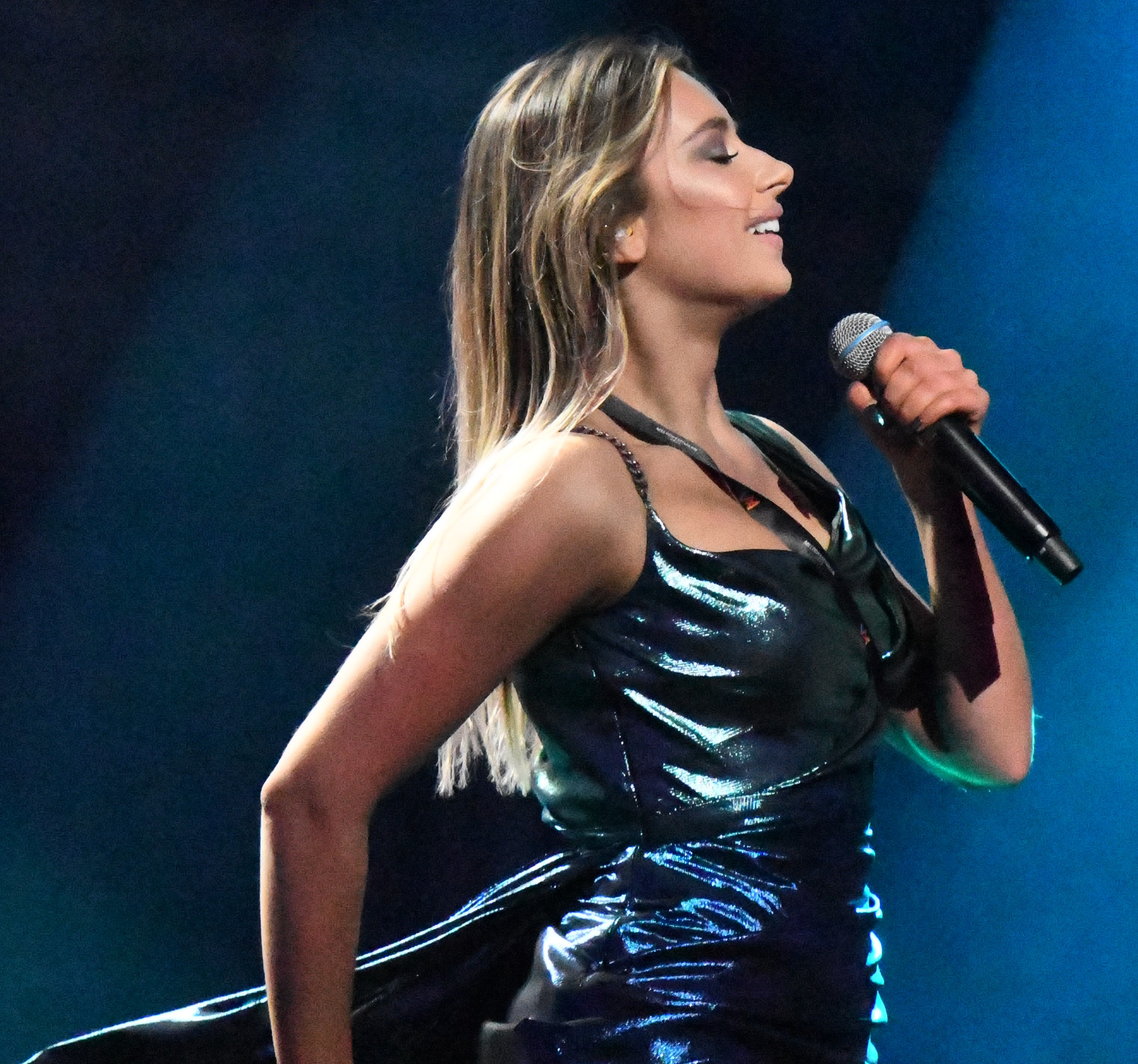
Hanna Ferm

### Final

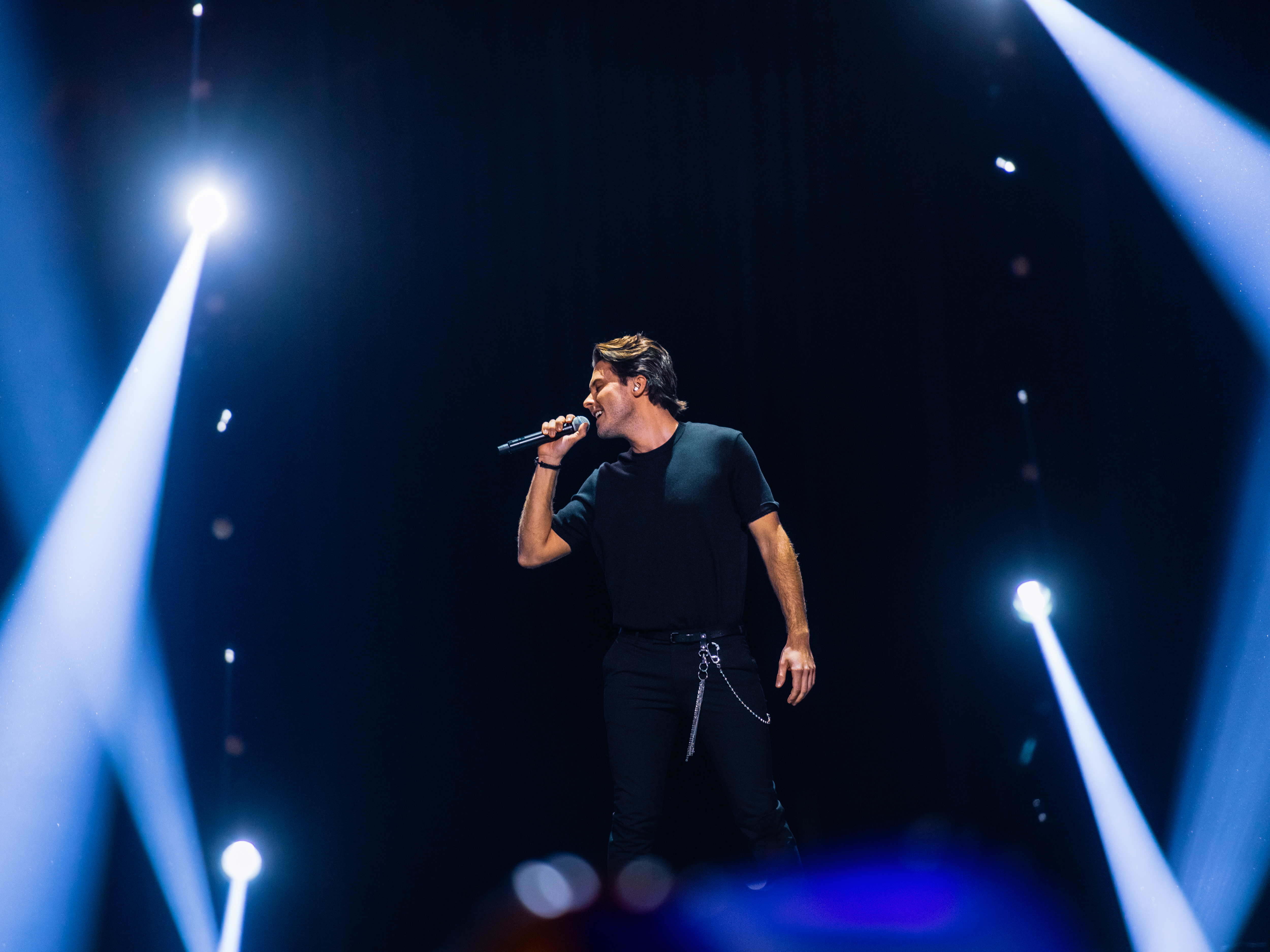
Victor Crone
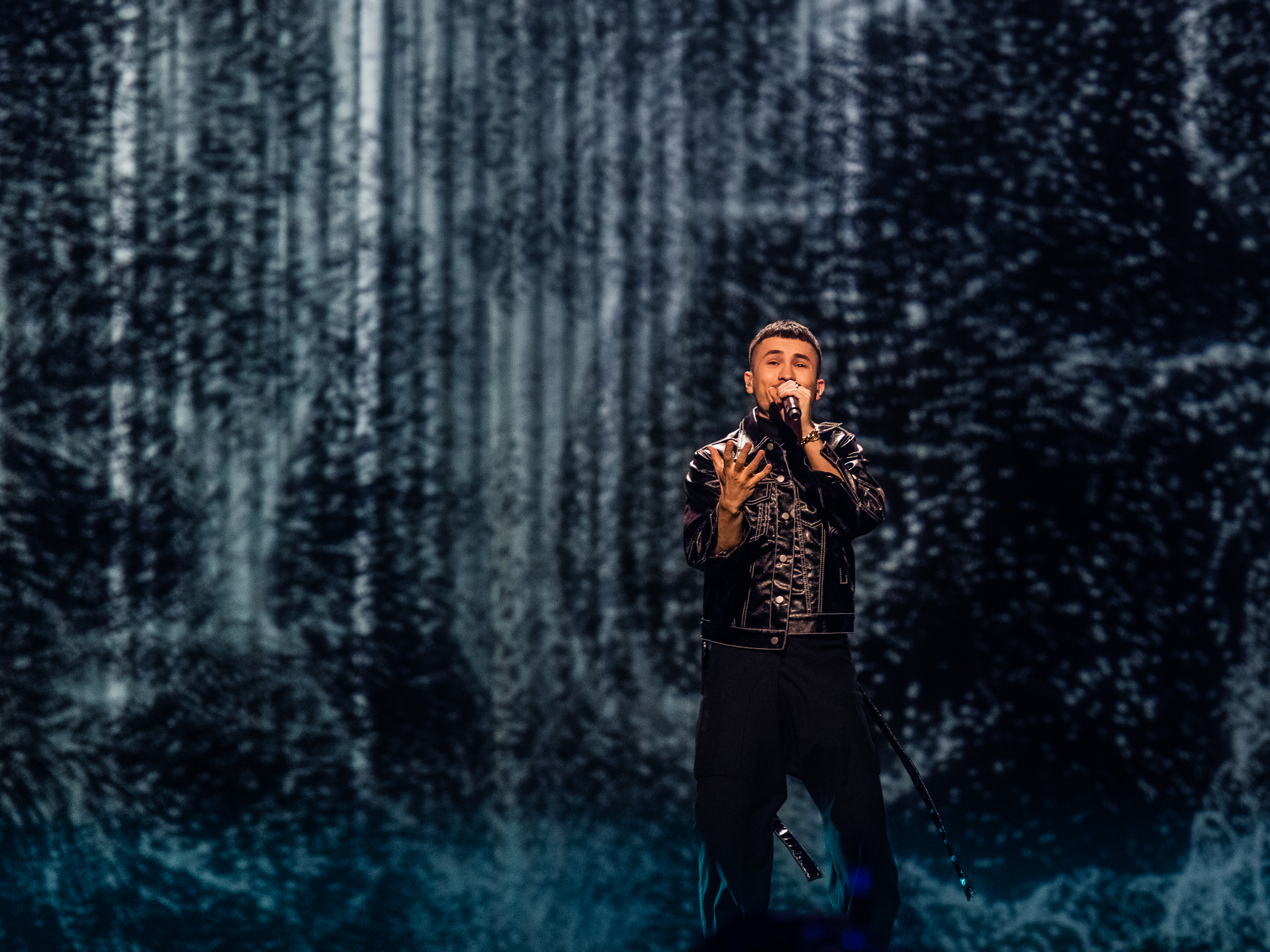
Paul Rey
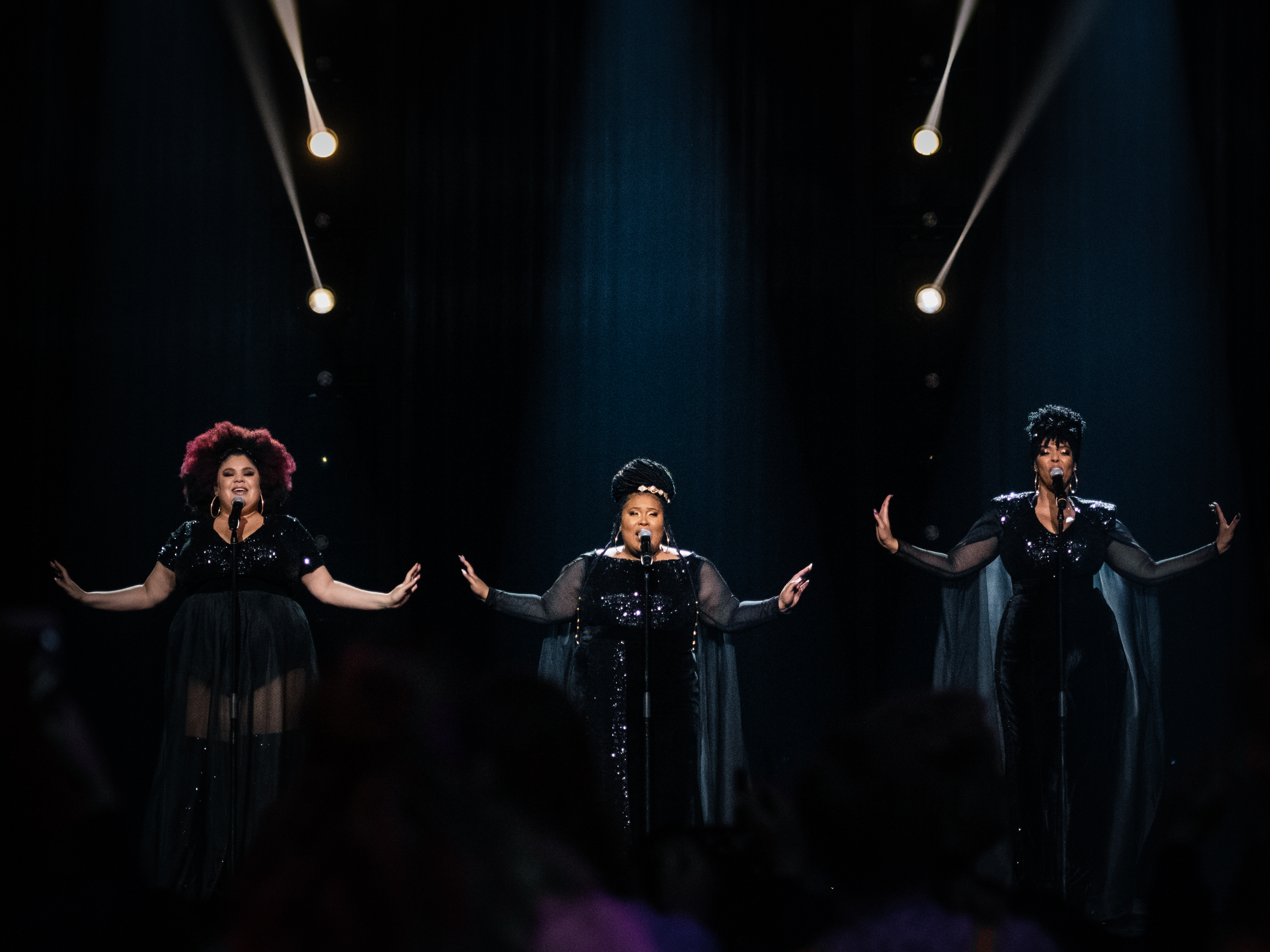
The Mamas
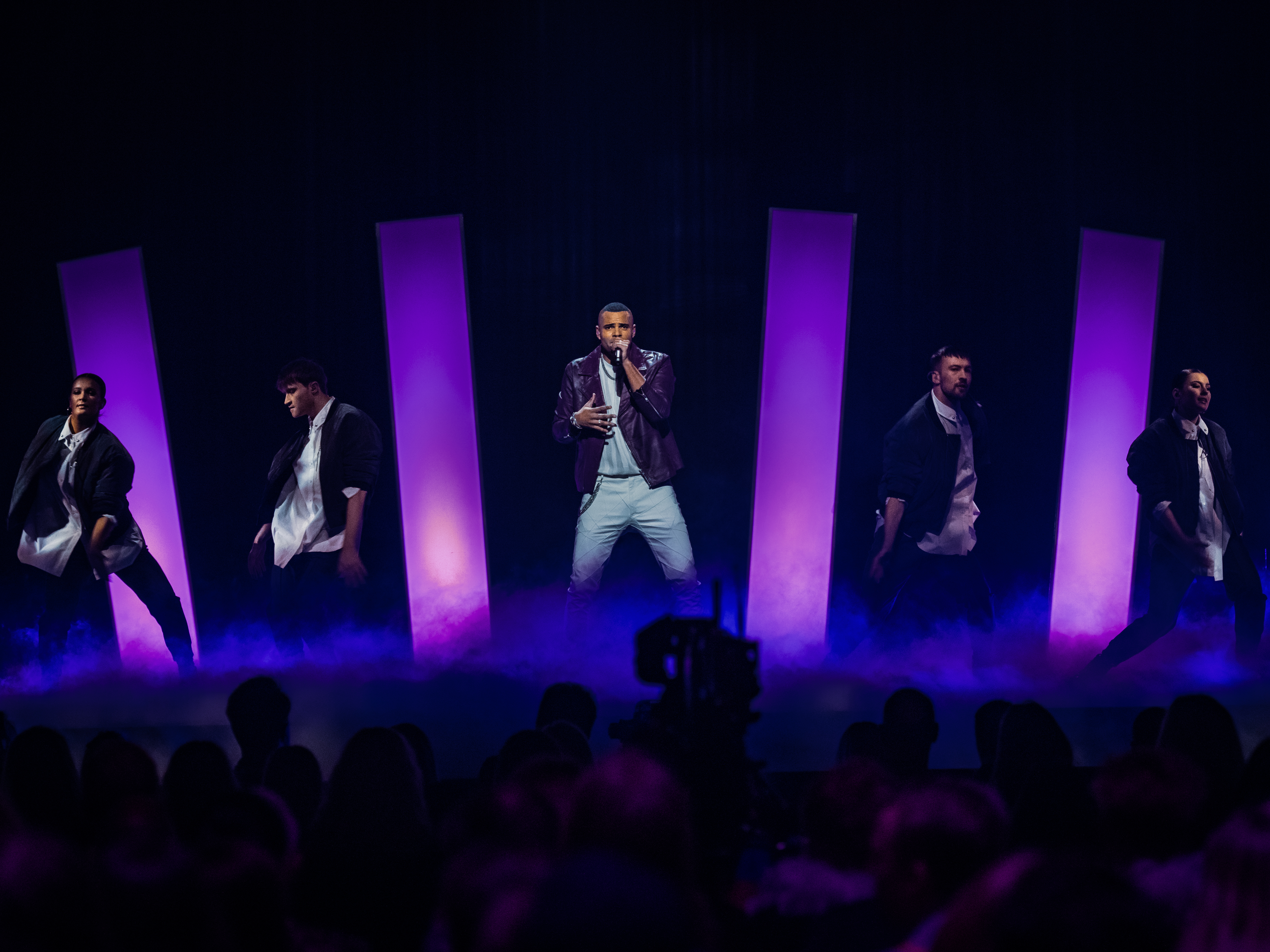
Mohombi
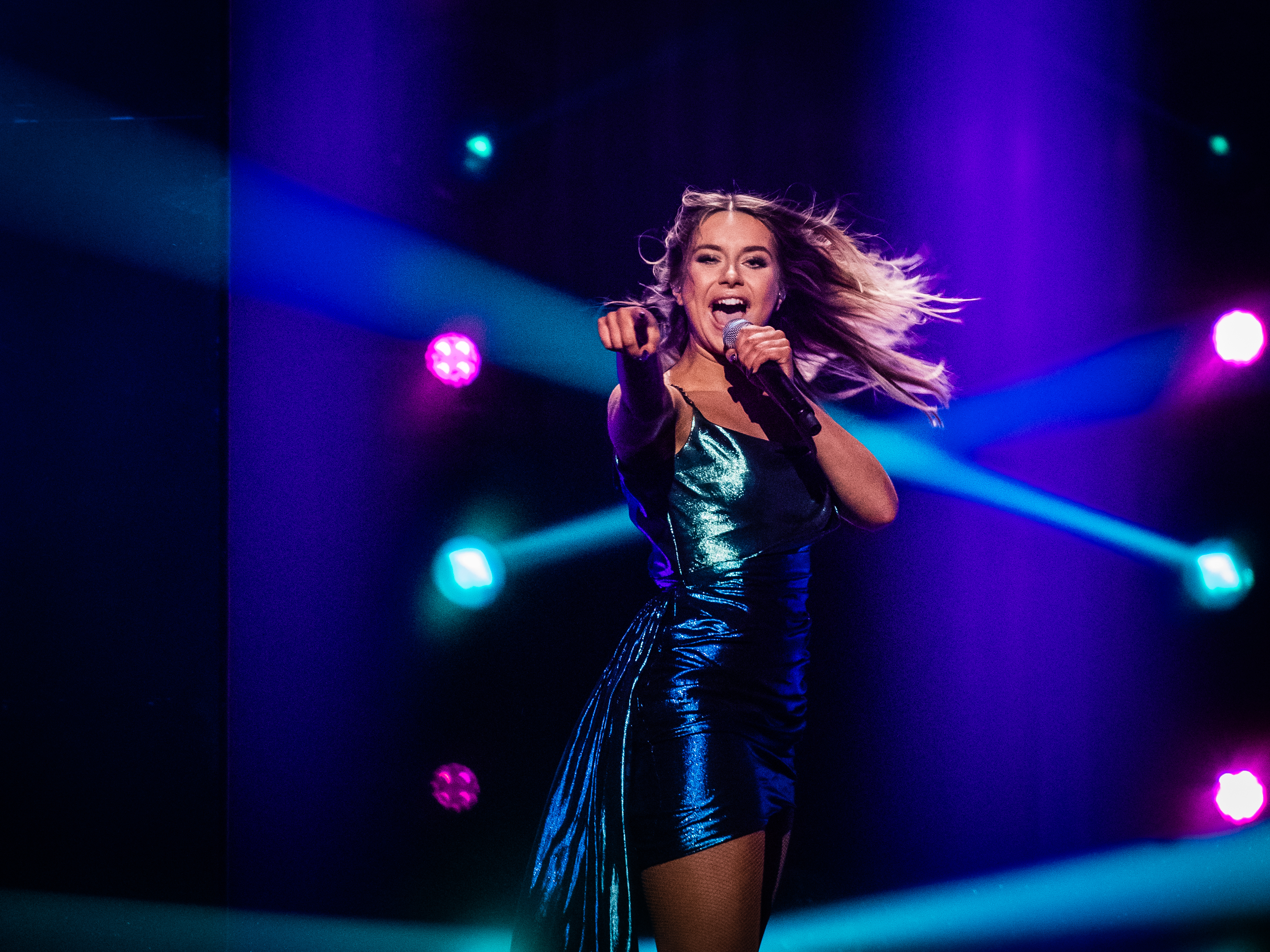
Hanna Ferm
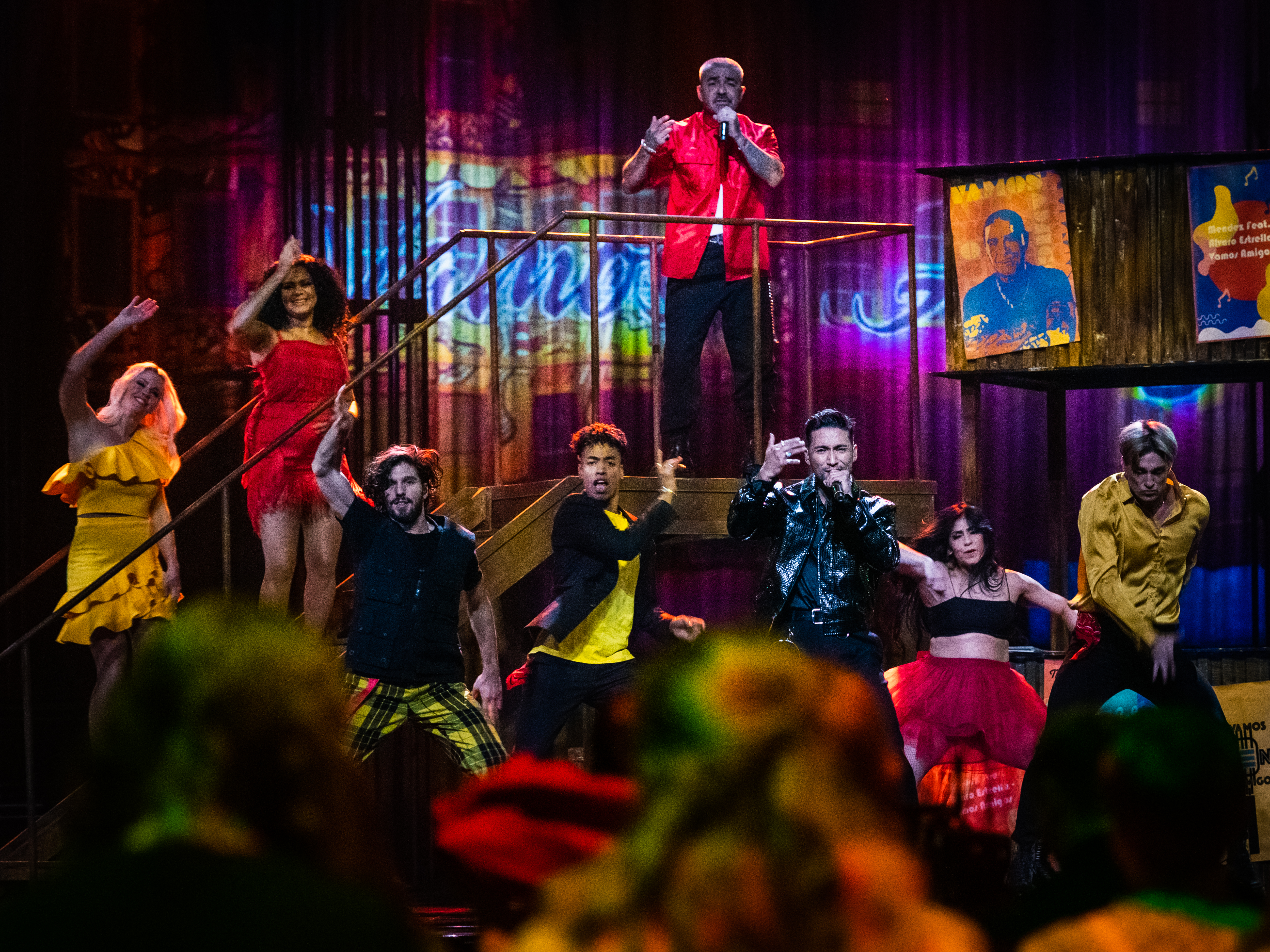
Méndez featuring Álvaro Estrella
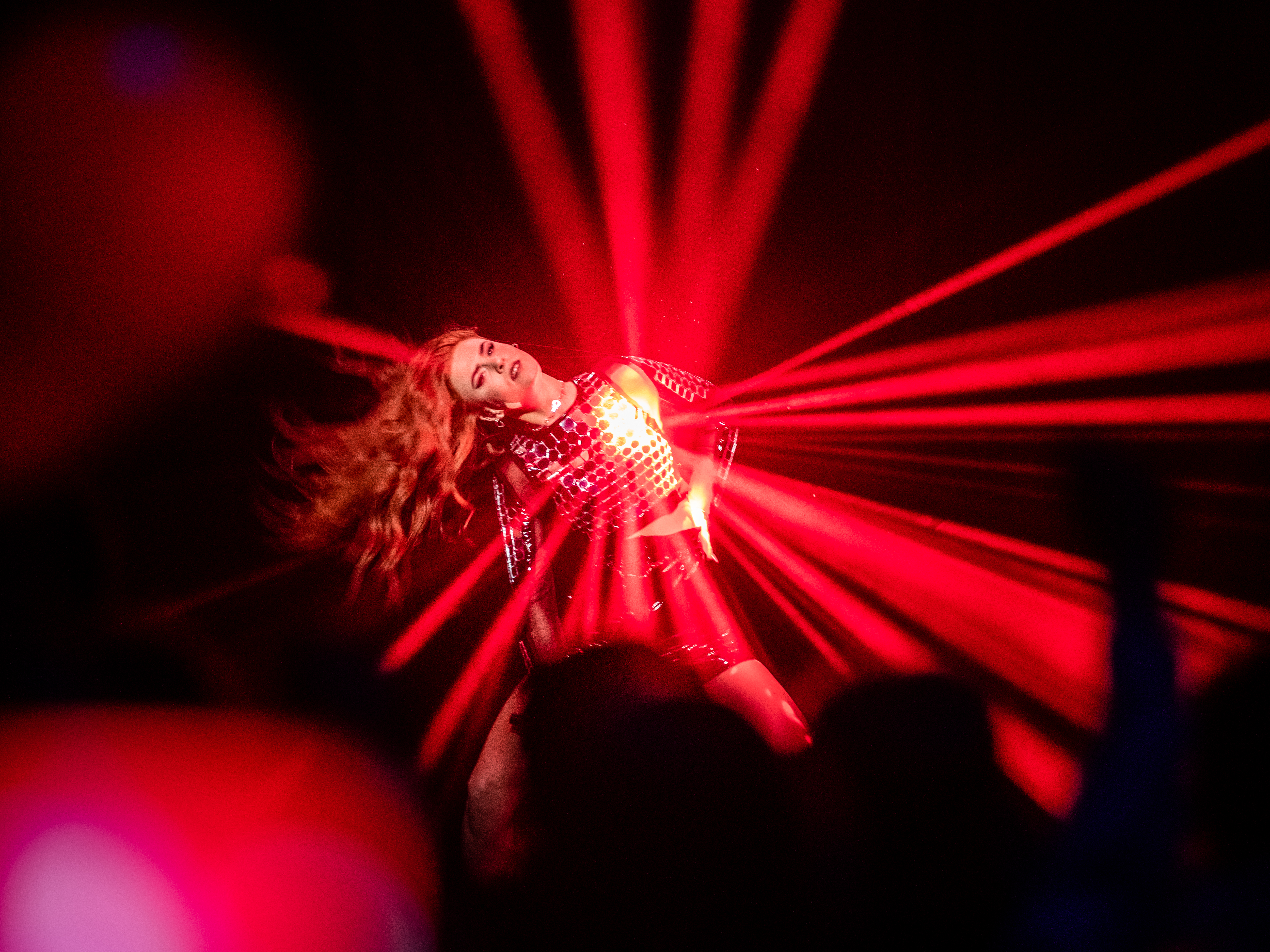
Dotter
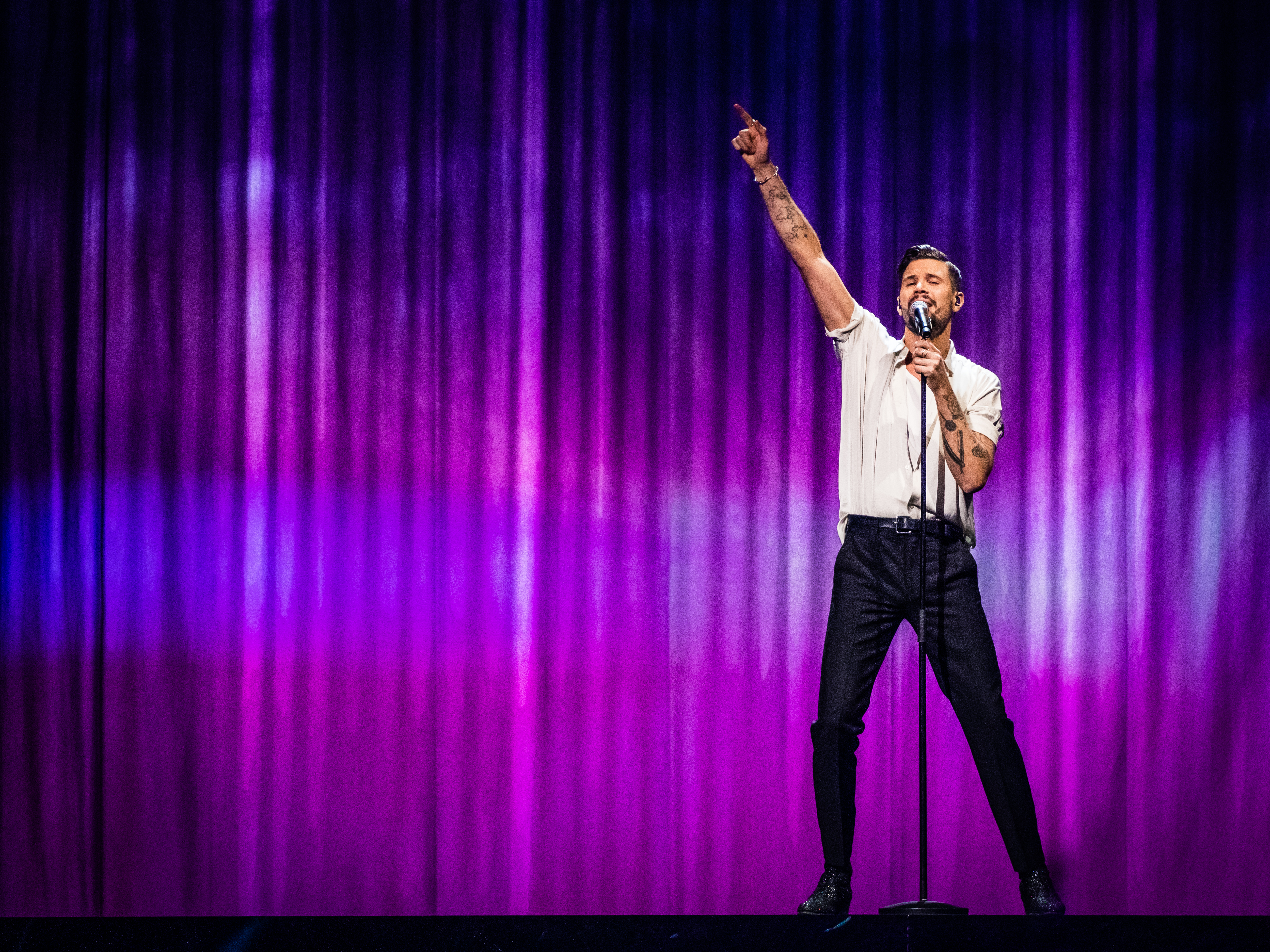
Robin Bengtsson
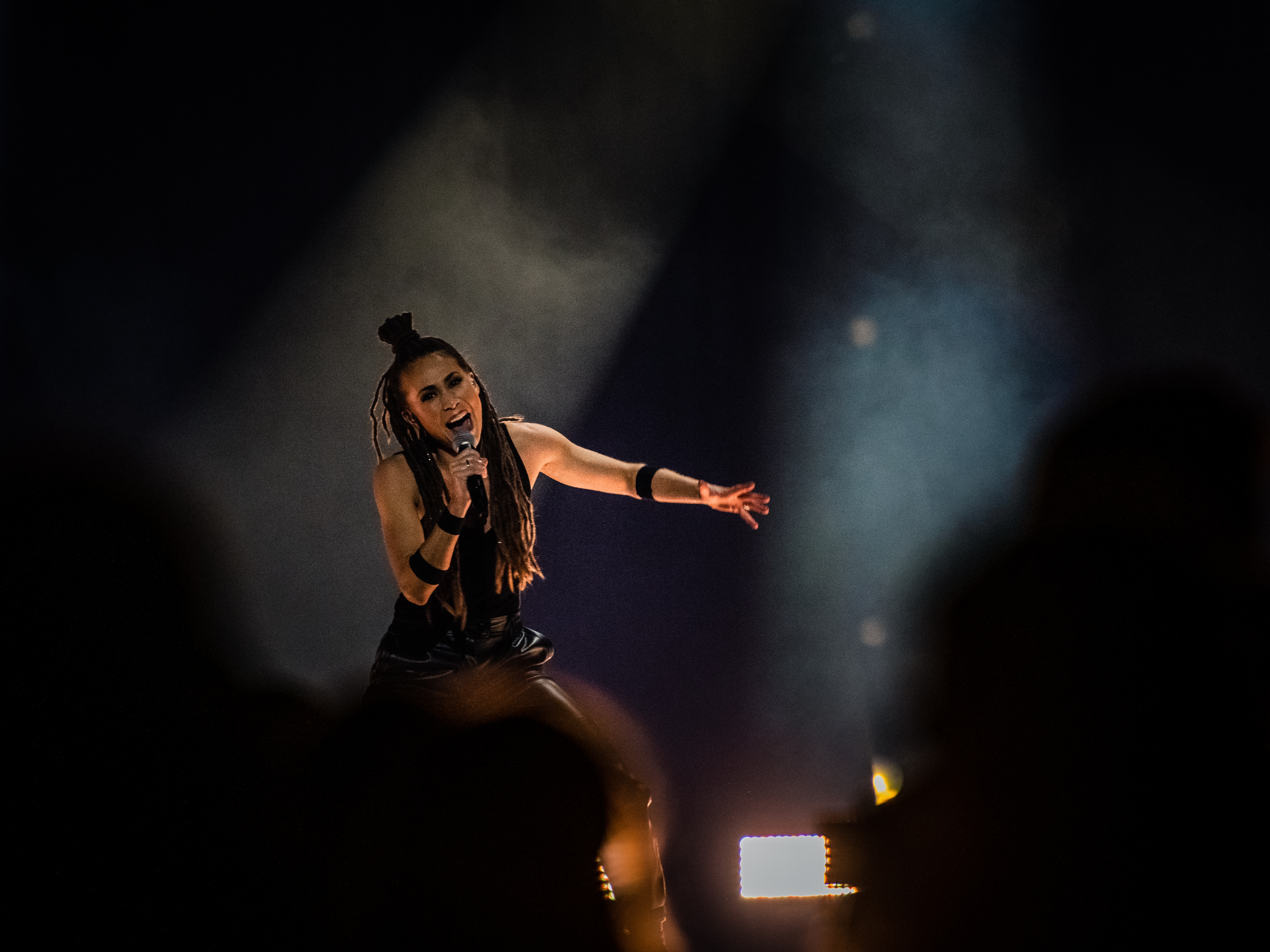
Mariette
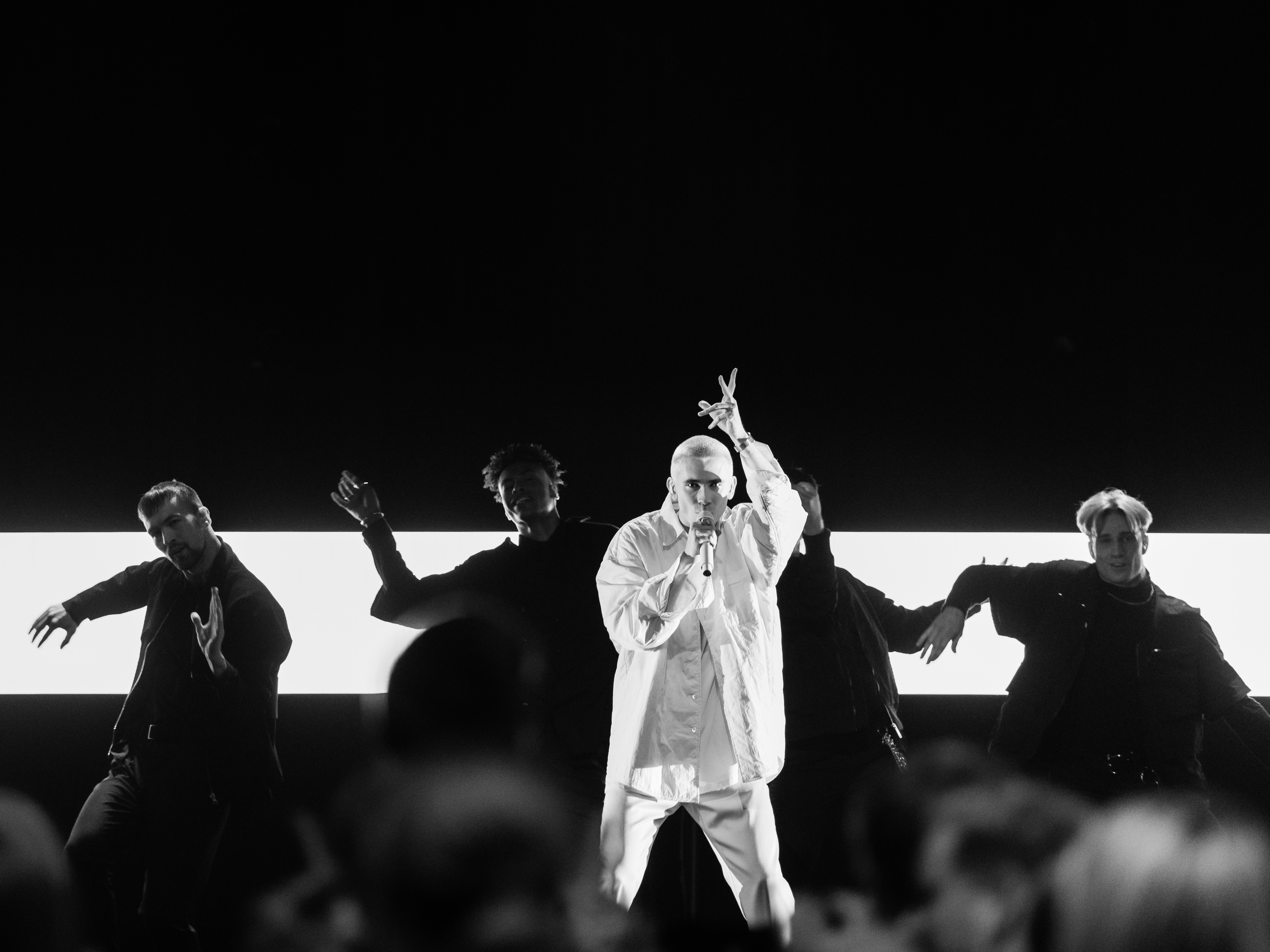
Felix Sandman
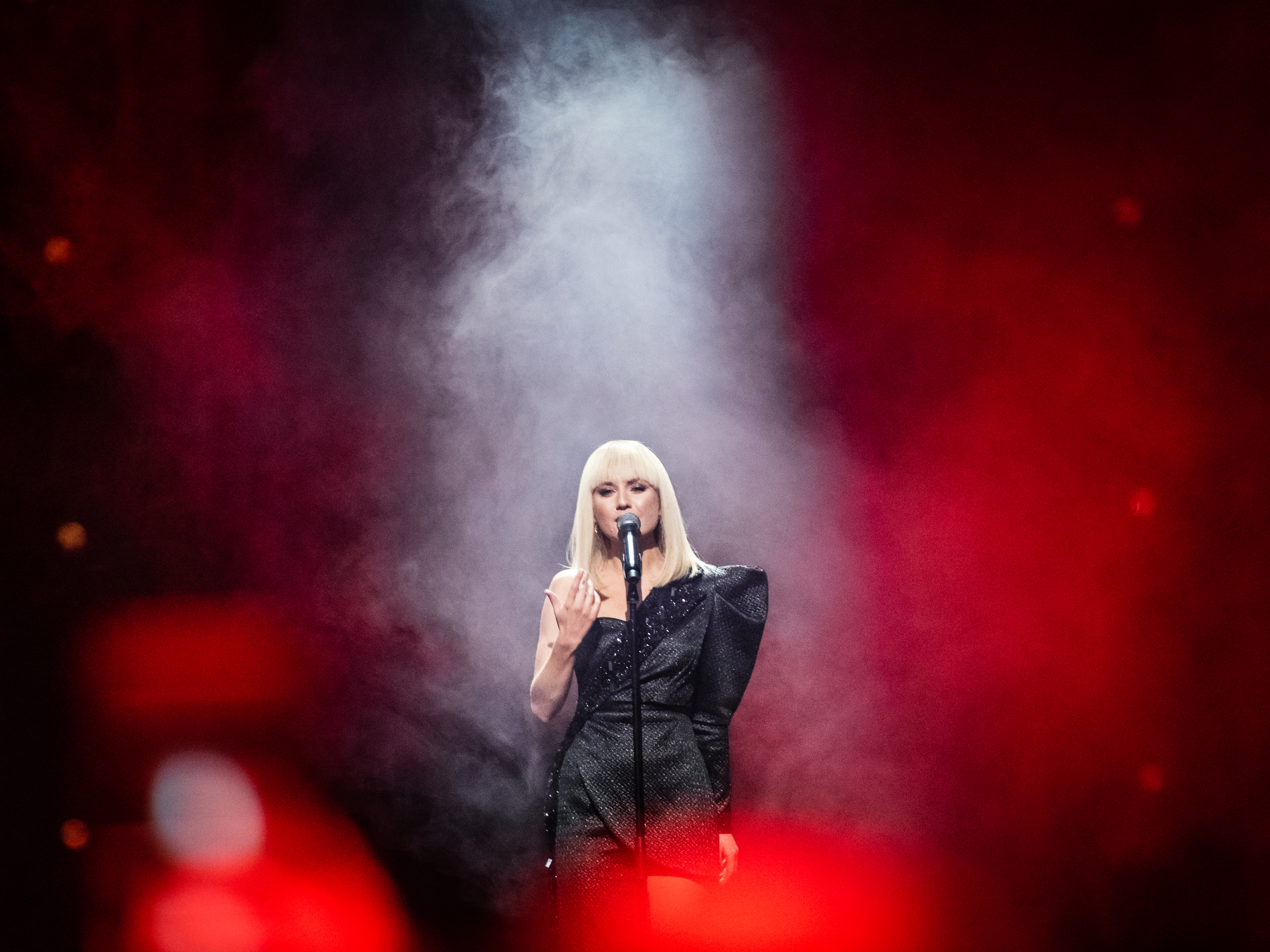
Anna Bergendahl
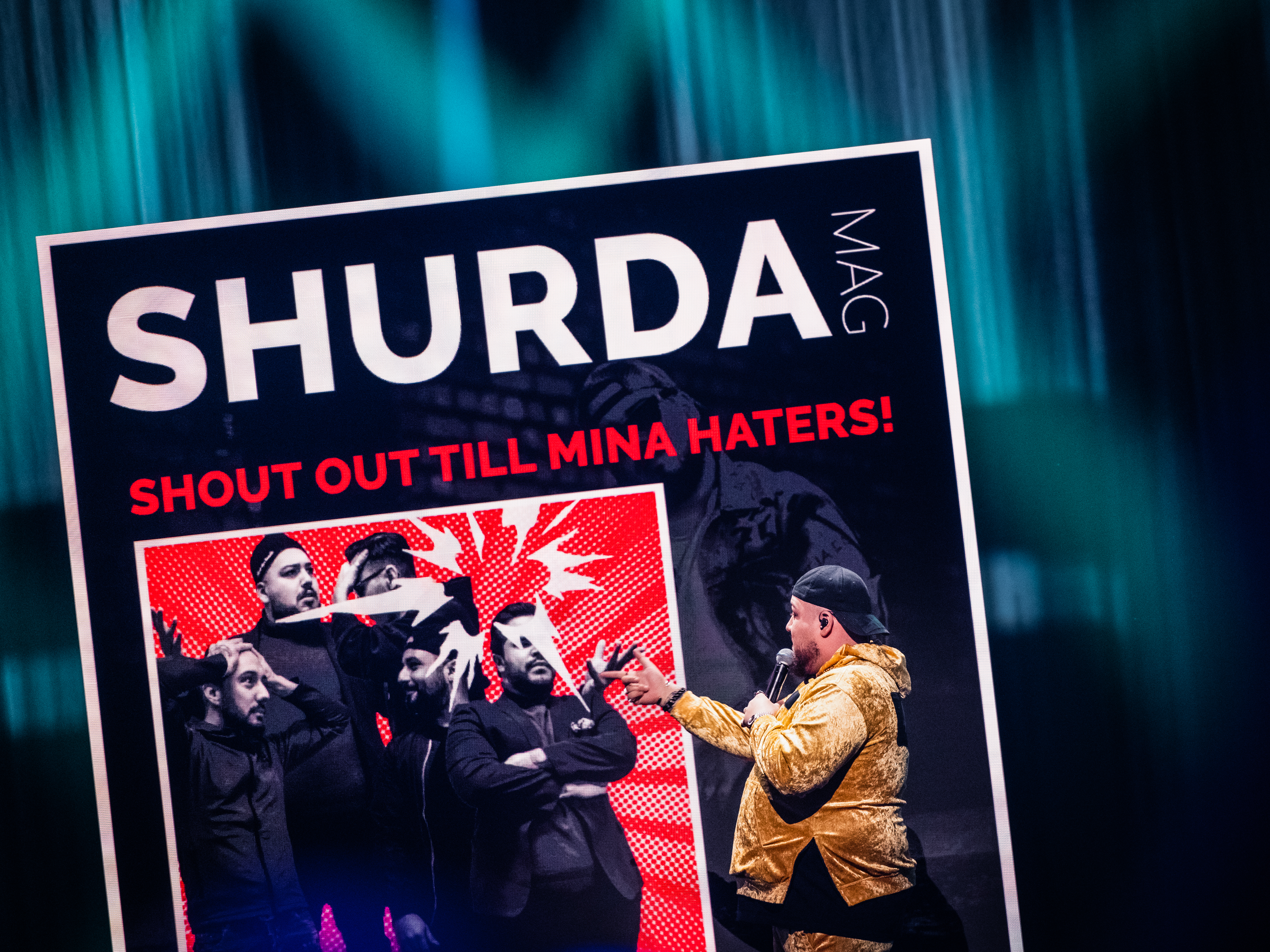
Anis Don Demina